# Champagne (AOC)
Pour les articles homonymes, voir Champagne.
Le champagne, également appelé vin de Champagne, est un vin effervescent français protégé par une appellation d'origine contrôlée dont la réglementation a nécessité plusieurs siècles de gestation. Son nom vient de la Champagne, une région du nord-est de la France. La délimitation géographique, les cépages, les rendements et l'ensemble de l'élaboration du champagne sont les principales spécificités de l'appellation.
L'origine du mot « champagne » provient de l’ancien terme français « canpayne ». Datant du XIe siècle, ce mot signifie « grande étendue de terrain plat ». Ce sont alors les nombreux champs ouverts sur des plateaux pâles qui ont inspiré le nom que porte la région même de Champagne.
Historiquement, dès le Moyen Âge, cette province a commencé par produire des vins tranquilles, non effervescents. Des vins clairs appelés aussi « nature », dont la renommée commence à dépasser leur région d'origine au XVIe siècle, par l'entremise d'un ambassadeur de renom, le roi Henri IV, puis au XVIIe siècle, grâce aux talents de dom Pérignon (1638-1715), un moine cellérier de l'abbaye bénédictine d’Hautvillers, notamment avec l'assemblage de différents crus et le contrôle de la prise de mousse lors de la deuxième fermentation. Le succès de l'appellation est ensuite allé croissant, passant de 8 millions de bouteilles expédiées en 1850, à 28 millions en 1900, 100 millions en 1970, 200 millions en 1986, 300 millions en 2010 et 312 millions en 2015, le marché ayant atteint 4,74 milliards d'euros, avec près de la moitié du chiffre d'affaires réalisée à l'export marqué par une forte progression en valeur et en volume,.
Le champagne est élaboré essentiellement à partir de trois cépages : le pinot noir N, le meunier N et le chardonnay B. Le vignoble de Champagne produit surtout des vins blancs mousseux, avec un large éventail de cuvées (spéciales ou non), de millésimes et de flaconnages variés.
Le champagne est une boisson devenue synonyme de fête ou de célébration,. Il bénéficie d'un prestige reconnu dans le monde entier, grâce à la protection et à la défense très actives de l'appellation, notamment assurées par le CIVC (Comité interprofessionnel du vin de Champagne).

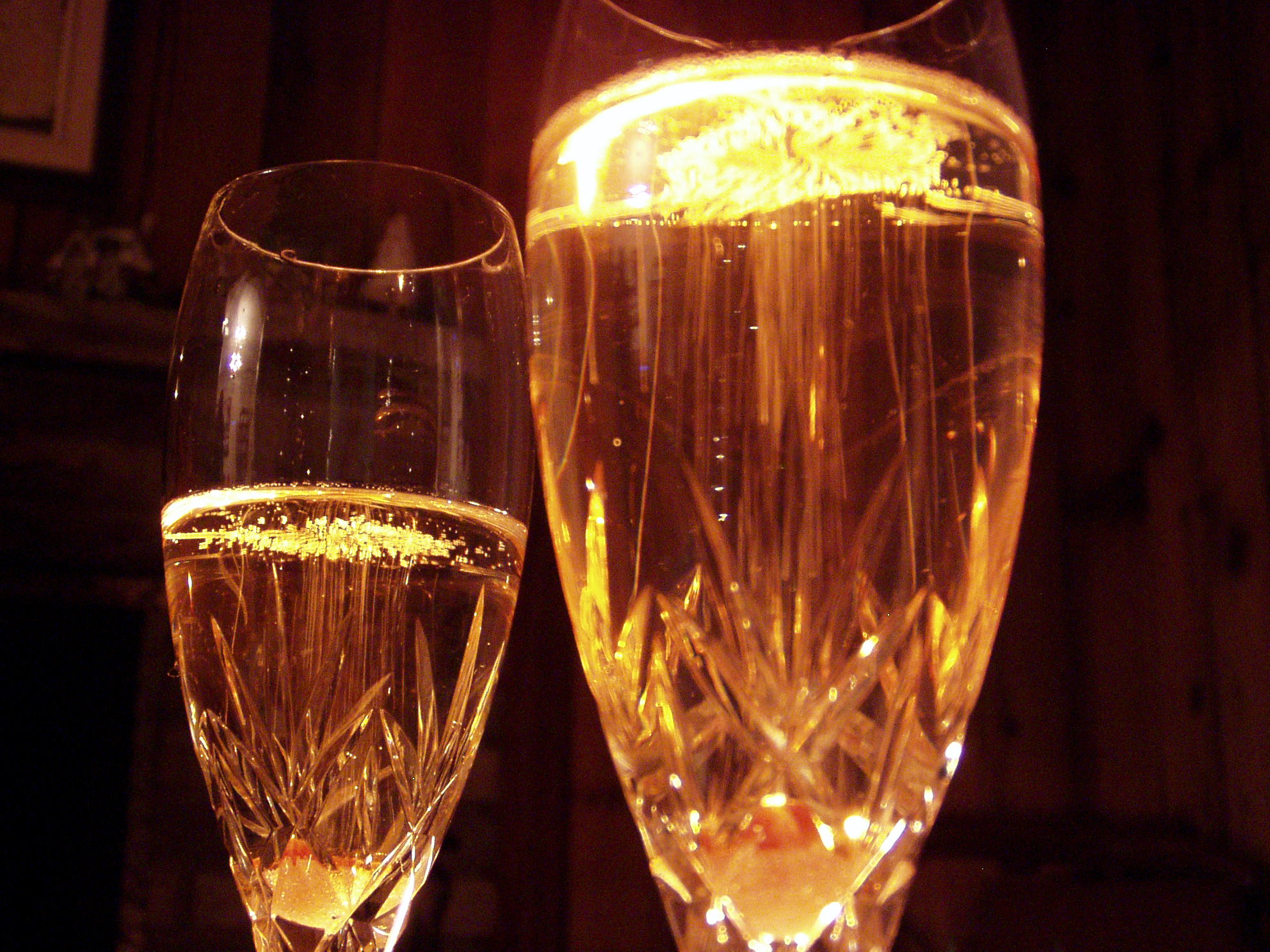
La fine collerette, cordon de mousse autour du verre, est due aux propriétés tensioactives des macromolécules glycoprotéiques.

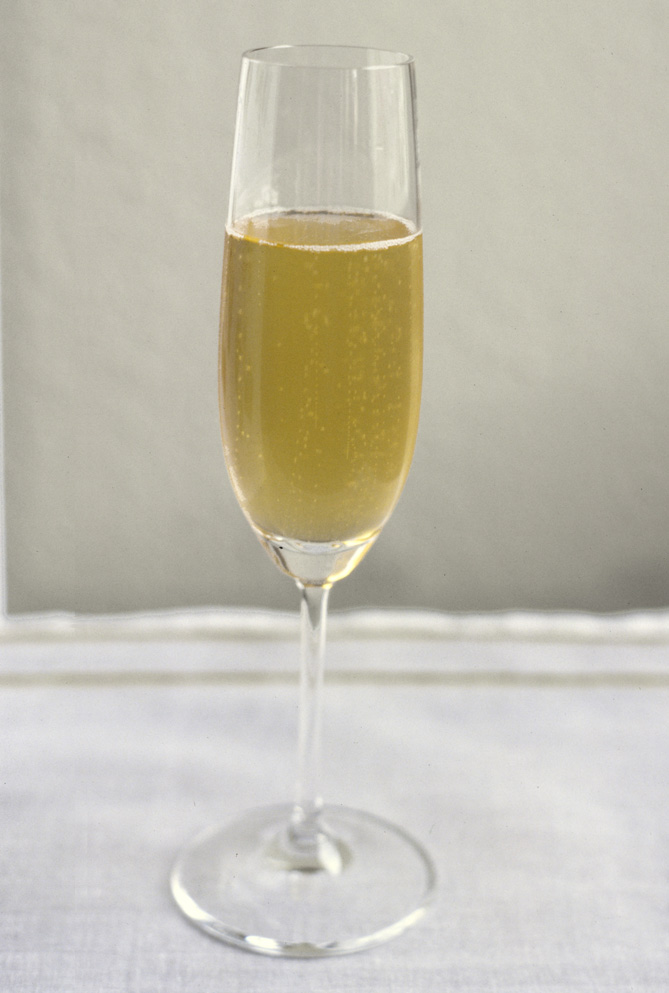
Une flûte de champagne montrant les « trains de bulles », un verre contenant en moyenne 1 million de bulles.

## Histoire

### Antiquité
La culture de la vigne en Champagne remonterait à l'époque gallo-romaine, comme le suggèrent les vases et coupes trouvés au cours de fouilles archéologiques mais ces récipients ont aussi bien pu servir à boire de l'eau, de la cervoise, de l'hydromel ou du vin provenant de Rome ou de la Gaule méridionale. L'affirmation selon laquelle les Romains trouvèrent de la vigne dans les alentours de l'oppidum de Durocorter fondé par les Rèmes en 80 av. J.-C. provient de lectures erronées des textes antiques, le vignoble ne se développant dans la partie septentrionale de la Gaule qu'au IVe siècle.

### Moyen Âge
Le développement de la viticulture princière, ecclésiastique et monastique, source de revenus et de prestige, est attesté en Champagne à partir du VIIe siècle. L'intérêt que porte le clergé aux vins champenois, en particulier ceux de Reims et de Châlons-en-Champagne, s'explique aussi par son utilisation lors de l'Eucharistie comme sang du Christ. Après le monastère d'Hautvillers, vers 660, c'est l'abbaye Saint-Pierre-aux-Monts, à Châlons-en-Champagne, qui plante de nombreuses vignes dans les domaines qu'elle possédait en Champagne.
En l'an 1114, l'évêque de Châlons, Guillaume de Champeaux, fait rédiger la Grande Charte champenoise qui confirme cette abbaye dans toutes ses possessions agricoles et vinicoles. Cette charte, dont l'original est perdu mais dont une copie est conservée aux archives départementales de la Marne, est considérée comme l'acte fondateur du vignoble de Champagne : par cette confirmation, toutes les conditions sont réunies pour que le vignoble se développe en paix et puisse prospérer. Dès lors, les moines n'ont pas cessé de cultiver la vigne et de produire un vin de plus en plus élaboré.
Durant l'époque féodale, les vins de Champagne sont classés parmi les « vins de France » — pas encore effervescent à cette époque — et sont considérés comme produits dans le Bassin parisien (le Midi n'étant pas encore français).

### Période moderne
Durant le règne d'Henri IV, il acquiert le nom de « vin de Champagne » à Paris, mais cette dénomination s'impose plus difficilement dans la région, le terme champagne désignant des terres non fertiles, ne pouvant servir que de pâturages aux moutons. Pierre Gosset, élu maire d'Aÿ en 1584, était à la fois propriétaire-vigneron et négociant en vins de champagne (non effervescents), ce qu'on appelle actuellement un récoltant-manipulant.
Au cours du XVIIe siècle, ces vins séduisent de plus en plus d'amateurs dans les cours royales de France et d'Angleterre, sous l'impulsion de certaines familles parisiennes qui possèdent des terres en Champagne. Ce siècle marque aussi une évolution, correspondant au désir des consommateurs, vers des vins gris, très faiblement colorés mais qui, selon les vignerons, vieillissent très mal en fûts.
Vers 1660, les vignerons innovent pour remédier à cet inconvénient : le champagne est "tiré" c'est-à-dire mis en bouteille très tôt à-dire avant la fin de la première fermentation, afin d'assurer une meilleure conservation des arômes. Le procédé est amélioré grâce au « méchage soufré » ou sulfitage des barriques mis au point par les Hollandais qui permet la protection du vin par la combustion de soufre dans les tonneaux,. Mais il y a un effet secondaire: les anglais observent qu'au printemps le vin devient naturellement pétillant, surtout les champagnes ayant peu d’alcool, étant peu colorés et dont le tirage est fait à l'équinoxe de printemps et à l'époque, le phénomès est encore accentué par le petit âge glaciaire. Ce caractère effervescent cause encore beaucoup de soucis aux vignerons, à tel point qu’il est surnommé « vin du diable » ou « saute-bouchon » à cause des bouteilles qui explosent ou des bouchons qui sautent sous la pression
Pour ces raisons, si les Anglais n’avaient pas été conquis par ce vin pétillant, le champagne ne serait peut-être pas ce qu'il est aujourd’hui car, à cette époque, les Anglais achetaient aux Champenois des tonneaux de vin en vrac, qu'ils se chargeaient de mettre eux-mêmes en bouteilles. En effet, la fermentation détériorant les barriques, les Anglais ont l'idée de tirer le vin dans des bouteilles en verre et au cul enfoncé et plus épais, pour les rendre encore plus résistantes, et ils ont parallèlement l'idée de les fermer grâce à un bouchon de liège attaché au col de la bouteille.
Les Anglais qui avaient également observé que la fermentation avait lieu au printemps, choisirent cette époque pour accentuer la prise de mousse en rajoutant du sucre roux de canne importé de leurs colonies des Caraïbes, ce qui eut pour effet d'augmenter le degré d'alcool, à tel point qu'en 1676, un poète londonien chantait « le champagne effervescent ranime rapidement les pauvres amants languissants ».

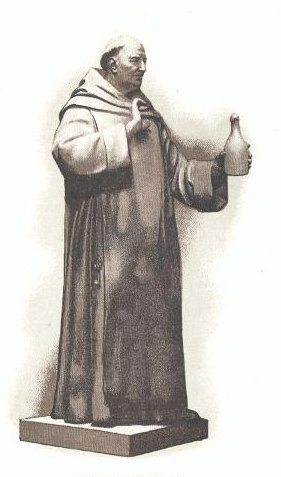
Dom Pérignon.

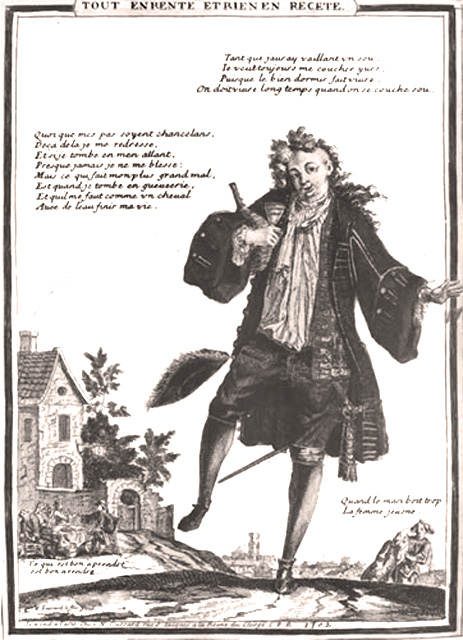
Jeune homme ivre portant en main une des premières bouteilles de champagne, gravure Nicolas Arnoult datée de 1702.

En 1670, dom Pérignon (1638-1715), un moine cellérier de l'abbaye bénédictine d’Hautvillers, est le premier à pratiquer l'assemblage de raisins de différents crus et cépages, qui améliore la qualité du vin et en fait disparaître certains défauts. Selon la légende, à l'occasion d'un pèlerinage à l'abbaye bénédictine de Saint-Hilaire en Languedoc, il découvre la méthode de vinification des vins effervescents de la Blanquette de Limoux, précédant de plus d'un siècle le champagne sur les tables royales et vassales. Revenu dans son abbaye d'Hautvillers, dom Pérignon aurait expérimenté la méthode sur les vins du vignoble champenois. Une autre légende veut que ce soit lui qui introduit l'emploi du bouchon de liège, maintenu sur la bouteille par une ficelle de chanvre imprégnée d'huile, ce qui permet au vin de garder sa fraîcheur et sa mousse. De plus, il aurait fait renforcer la bouteille en adoptant un verre plus épais, pour éviter qu'elle n'explose. Malgré les efforts du moine, l'effervescence du vin reste empirique jusqu'aux recherches de Louis Pasteur sur la fermentation, au XIXe siècle. Les crayères près de son abbaye étaient utilisées pour conserver le champagne à température et humidité constantes. Par la suite, d'autres caves furent creusées en pleine craie.
Selon le chanoine Jean Godinot qui écrivit en 1718 que « depuis plus de vingt ans le goût des Français s'est déterminé au vin mousseux », le champagne effervescent aurait donc été commercialisé dans des bouteilles spécifiques, pour la première fois en France, vers 1695. D'autres archives attestent que, en l'an 1729, Nicolas Irénée Ruinart fonde à Reims le premier négoce en vin de Champagne effervescent, la maison Ruinart.
Jusqu'au XVIIIe siècle, le champagne ne peut exister qu'en bouteille bouchée et seule la vente en fûts est autorisée (loi de 1691 qui impose la vente en tonneaux, contenant plus facilement taxable car suffisamment gros pour prévenir de multiples fraudes) jusqu'à l'arrêt du Conseil royal du 25 mai 1728 sous Louis XV qui permet le transport du vin en paniers de cinquante ou de cent bouteilles. Cet édit royal ne rend pas pour autant le négoce du champagne plus dynamique : à cette époque, les expéditions de vin de champagne en bouteille ne dépassent pas 300 000 bouteilles par an, soit 0,5 % de la production totale de vin de la province, et les principaux vignerons sont encore des abbayes (dom Ruinart, dom Pérignon). Le champagne ne commence à acquérir son rayonnement international qu'à la fin du XVIIIe siècle grâce à des familles bourgeoises propriétaires de vignes qui organisent le marché : de producteurs, elles vont passer courtiers assurant le transport et mettant en place une promotion efficace de leur vin. Ces familles sont principalement de souche allemande, comme Florens-Louis Heidsieck ou Claude Moët puis, au XIXe siècle, la famille Bollinger. De même, certaines femmes, après la mort de leur mari, continuent le travail de celui-ci, entre autres Mme Pommery, Mme Perrier et Mme Clicquot (surnommée la « Grande Dame de Champagne »), contribuant elles aussi à la notoriété du champagne. La promotion du champagne est également assurée par des hommes d'État et des écrivains : Talleyrand le décrit comme « vin de la civilisation », Honoré de Balzac comme le symbole de l'amitié.

### Période contemporaine
Avant qu'on apprenne à champagniser les vins blancs, ceux-ci étaient parfois (certaines années) naturellement pétillants. On retrouve une production de vins pétillants naturels aux quatre coins de l'ancienne Champagne, aussi bien dans l'Aube (du côté de Bar-sur-Aube) qu'en Haute-Marne, où le vin de Soyers (région de Bourbonne-les-Bains), vin de cépage produit à partir du meslier doré, avait une typicité reconnue, avant l'invasion du phylloxéra en Europe et dans le monde.
En 1860, le savant champenois Jules Salleron invente les premiers bouchons en aggloméré puis, en 1882, le densimètre pour mesurer le degré alcoolique du vin, afin d’éviter les excès de sucre ou de levure dans le processus de la seconde fermentation.
Les maisons de Champagne dont beaucoup sont créées ou refondées par des investisseurs étrangers amoureux de ce produit, continuent, sur la lancée de leurs voyageurs de commerce sur les routes dès le XVIIIe siècle, de développer leur puissance commerciale : les invasions étrangères lors de la chute de l'Empire, la guerre de 1870 et les deux guerres mondiales renforcent cette notoriété. En 1928, l'appellation champagne concernait seulement huit mille hectares et les expéditions se montaient à vingt-quatre millions de bouteilles. La consommation se démocratise durant les Trente Glorieuses. Les campagnes de marketing favorisent l'utilisation du champagne pour trinquer à l'apéritif dans les années 1970 (jusque-là, on le buvait au dessert), celles des années 1990 recommandent de le marier avec tous les mets, excepté les viandes rouges. Le cahier des charges de l'appellation a été modifié en janvier 2024, puis en août 2025.

## Géographie
Le champagne est produit dans la zone viticole délimitée par la loi du 22 juillet 1927. Cette zone n'est pas d'un seul tenant :

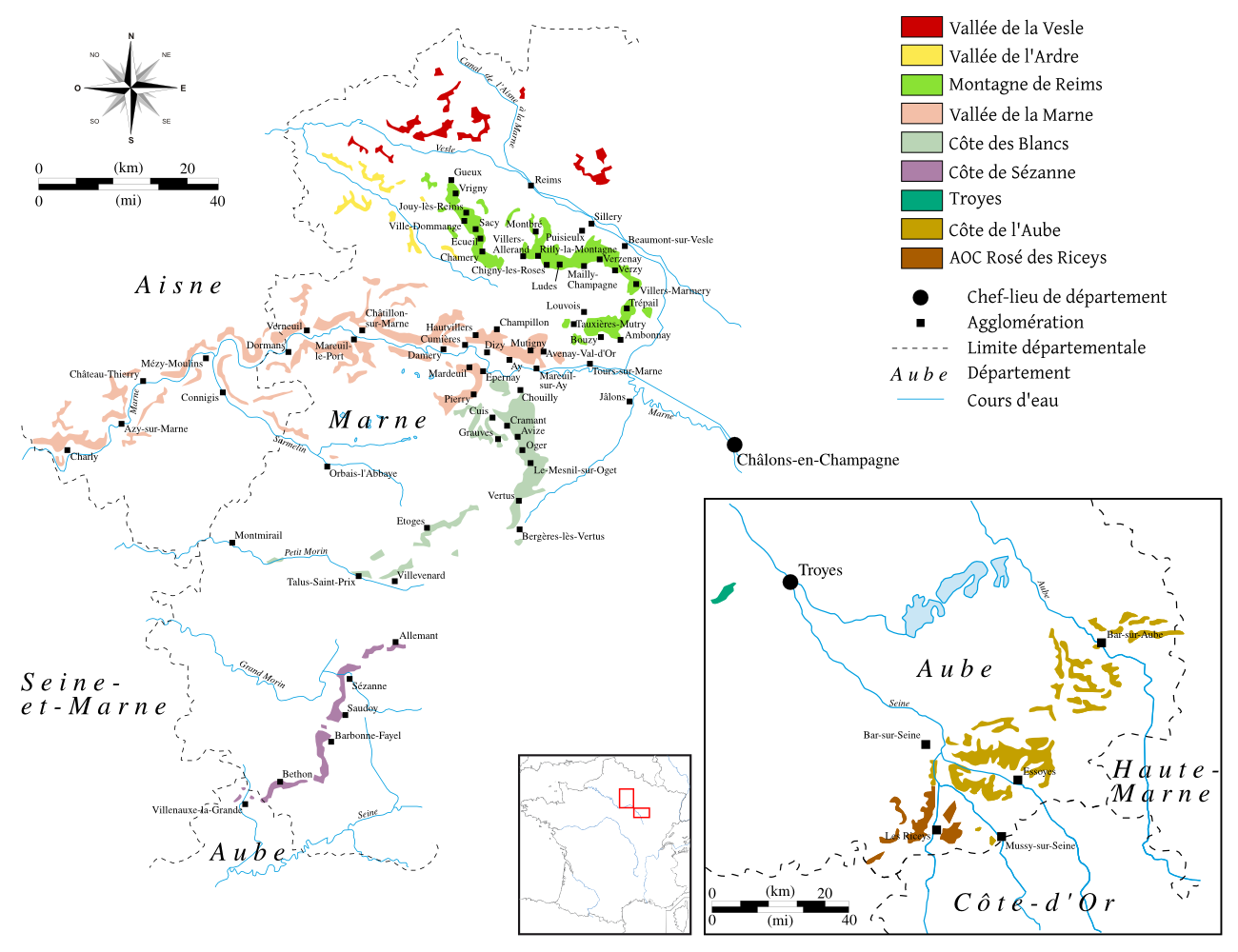
Les zones viticoles de production du champagne.

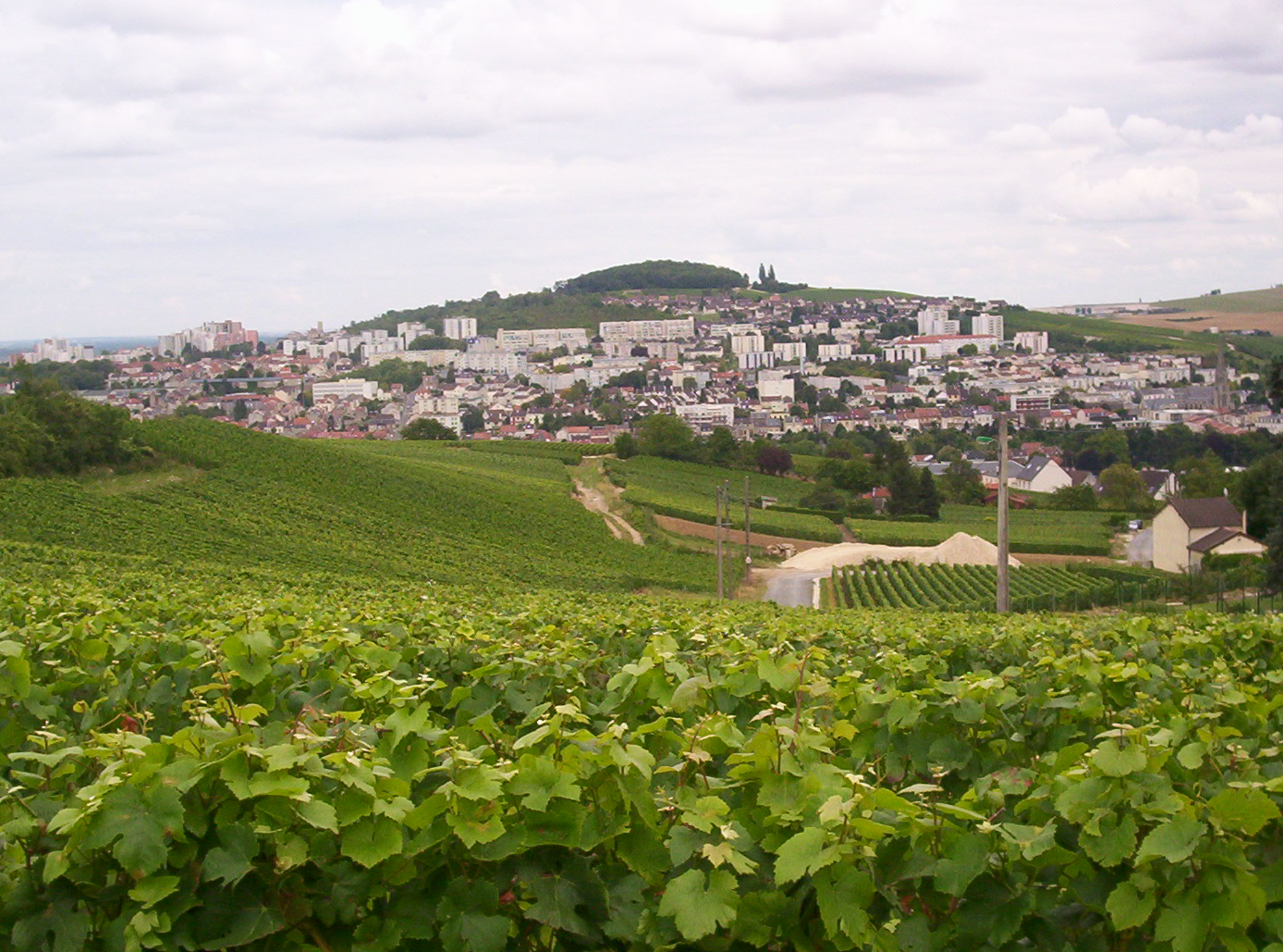
Vue générale en été de la ville d'Épernay depuis le chemin de ceinture.

### Zones
Il existe quatre zones de production de raisins qui regroupent les 17 terroirs de champagne :
- la montagne de Reims (département de la Marne) : majoritairement exposés au sud, les coteaux sont implantés sur des sols dont la craie est profondément enfouie. Le cépage dominant y est le pinot noir. Dans les caves de la montagne de Reims reposent des champagnes réputés pour leur puissance, leur charpente et leur noblesse ;
- la vallée de la Marne (Marne, Aisne et Seine-et-Marne) : les coteaux sont implantés sur des sols à dominante argilo-calcaire, à tendance marneuse. Le cépage dominant y est le meunier. Les champagnes de la vallée de la Marne, grâce à leur grande diversité, possèdent un séduisant bouquet, du fruité et une grande souplesse ;
- la côte des Blancs (Marne) : ici, un cépage unique règne en maître : le chardonnay. La craie affleurante y est partout, véritable réservoir d'eau et de chaleur des sous-sols. La Côte des blancs donne naissance à des champagnes prisés, empreints de vivacité et d'esprit, aux arômes légers et délicats, symboles de finesse et d'élégance ;
- le vignoble de l'Aube, sur la côte des Bar (Bar-sur-Aube et Bar-sur-Seine dans l'Aube) : les sous-sols à tendance marneuse y sont principalement plantés de pinot noir. Les champagnes de la Côte des Bar sont des vins de caractère, à la belle rondeur et aux arômes complexes.

Sur un peu plus de trente mille hectares de vigne au total, c'est le deuxième vignoble le plus septentrional de France (après le vignoble de Moselle AOC). Il enregistre 60 à 80 jours de gel par an. Il doit sa richesse à son morcellement, chaque village constituant un cru, c'est-à-dire le produit d'un terroir et d'un climat ; il existe 319 crus. Les plus grandes caves de champagne se trouvent à Épernay et à Reims.
Quelques parcelles de l'appellation champagne (20 ha) se trouvent en Île-de-France dans les communes de Citry, Nanteuil-sur-Marne et Saâcy-sur-Marne (Seine-et-Marne).
En 2014, l'aire géographique de l'AOC champagne est composée de 635 communes, dont 319 pour la production de raisins, réparties sur les cinq départements de la Marne (51), de l'Aisne (02), de l'Aube (10), de Seine-et-Marne (77) et de la Haute-Marne (52).

#### Climatologie
L'aire de production se situe à l'est du bassin parisien : son climat est océanique dégradé, car sous influence du climat continental ; ses étés sont doux et ses hivers frais, tandis que ses pluies sont assez fréquentes mais souvent peu abondantes et réparties tout au long de l'année. Le climat océanique dégradé des vallées champenoises est, dans l’ensemble, doux : 2 °C pendant le mois de janvier, 18 °C au mois de juillet, température moyenne annuelle de 10 °C. Les précipitations sont modérées (entre 550 et 700 mm par an).
Les données de la station météorologique de Reims-Courcy (l'ancienne BA 112, à 91 mètres d'altitude : 49° 18′ 18″ N, 4° 03′ 00″ E) en rendent compte jusqu'à sa fermeture en 2014, remplacée depuis 2012 par Reims-Prunay (l'aéroport de Reims).
| Mois                              | jan.  | fév.   | mars   | avril  | mai    | juin   | jui.   | août   | sep.   | oct.   | nov.   | déc.  | année   |
| --------------------------------- | ----- | ------ | ------ | ------ | ------ | ------ | ------ | ------ | ------ | ------ | ------ | ----- | ------- |
| Température minimale moyenne (°C) | 0,1   | 0,1    | 2,6    | 4,2    | 8,1    | 10,8   | 12,9   | 12,6   | 9,8    | 7,2    | 3,4    | 1,1   | 6,1     |
| Température moyenne (°C)          | 2,9   | 3,6    | 6,9    | 9,4    | 13,4   | 16,3   | 18,8   | 18,5   | 15     | 11,4   | 6,6    | 3,7   | 10,6    |
| Température maximale moyenne (°C) | 5,7   | 7,1    | 11,3   | 14,7   | 18,8   | 21,8   | 24,7   | 24,3   | 20,3   | 15,6   | 9,7    | 6,3   | 15,1    |
| Nombre de jours avec gel          | 14    | 13,1   | 9,1    | 4,4    | 0,2    | 0      | 0      | 0      | 0      | 2,3    | 6,9    | 12    | 62,1    |
| Ensoleillement (MJ/m²)            | 9 530 | 15 809 | 29 408 | 43 646 | 55 935 | 59 641 | 60 946 | 51 832 | 36 264 | 21 798 | 11 320 | 7 258 | 403 387 |
| Précipitations (mm)               | 46,4  | 41,2   | 50,9   | 47,6   | 61,7   | 56,7   | 59,2   | 58,3   | 48,7   | 52,4   | 47,7   | 57,4  | 628,2   |

| Diagramme climatique                                  |            |             |             |             |              |              |              |             |             |            |            |
| J                                                     | F          | M           | A           | M           | J            | J            | A            | S           | O           | N          | D          |
| 5,70,146,4                                            | 7,10,141,2 | 11,32,650,9 | 14,74,247,6 | 18,88,161,7 | 21,810,856,7 | 24,712,959,2 | 24,312,658,3 | 20,39,848,7 | 15,67,252,4 | 9,73,447,7 | 6,31,157,4 |
| Moyennes : • Temp. maxi et mini °C • Précipitation mm |            |             |             |             |              |              |              |             |             |            |            |

#### Historique de la zone d'appellation
Juste avant le début de la Révolution française, le vignoble champenois s'étendait sur quelque 50 000 hectares. Dans la seconde moitié du XIXe siècle, le vignoble connaît avec 65 000 hectares son expansion maximale comprenant aussi 2 500 hectares dans le département des Ardennes. Après les fléau du phylloxéra et de la Première Guerre mondiale, le vignoble s'est réduit à 12 000 hectares.
Au début du XXIe siècle, la surface plantée du vignoble champenois est en augmentation : 32 341 hectares en 2007 ; 33 105 hectares en 2009; 34 298 hectares en 2020.

#### Procédure d'extension
Dans les années 1970, une première révision de la zone incluse dans l'appellation reclasse deux communes en appellation Champagne. Dans les années 1990, onze villages supplémentaires sont inclus dans l'appellation. Depuis 2003, une nouvelle procédure visant à l'extension de la délimitation de l'appellation est lancée. Elle fait suite à des contentieux devant les tribunaux qui ont poussé le Syndicat général des vignerons à émettre à nouveau une demande de révision, au début des années 2000. 40 à 45 villes et villages sont examinés dans le cadre de cette révision,.
Cette procédure, dont le but est d'intégrer dans l'aire de production du vin de champagne quelques parcelles dûment certifiées d'une quarantaine de nouveaux villages, fait appel aux expertises de phytosociologues, d'historiens (pour rechercher des pratiques viticoles anciennes) et de géologues pour rechercher les parcelles concernées soit par les marnes du Kimméridgien, les craies blanches du Campanien ou les sédiments du Paléocène, toutes terres qui doivent fonder le sous-sol des terres champenoises dignes de porter la vigne. Ces experts sont mandatés par l'Institut national de l'origine et de la qualité (Inao). Le verdict définitif est attendu en 2024.

### Classement
Les terroirs champenois sont classés en trois catégories (cru ou village) :
- terroirs « grand cru » ;
- terroirs « premier cru » ;
- terroirs « autres crus ».

Sur les 319 communes que compte l'aire de production du champagne, seuls 17 ont droit à l'appellation « grand cru » et 44 à celle de « premier cru ».

#### Grand cru
La classification « grand cru » est la plus prestigieuse appellation dans l’échelle des AOC : elle est réservée « aux vins provenant des communes classées à 100 p. 100 » sur une échelle reflétant la qualité des raisins,.
Au début du siècle dernier, 17 communes sont sélectionnées parmi les villages classés en grand cru sur le vignoble de Champagne. Cette distinction leur a été décernée en raison des caractéristiques de leur sol et de leur exposition, particulièrement propices à la production des meilleurs raisins. Ceci a un impact sur le prix de vente des raisins, plus élevé lorsqu'ils proviennent de communes « grand cru ».
Liste des villages classés en grand cru :
- sur la montagne de Reims :
  - Ambonnay ;
  - Beaumont-sur-Vesle ;
  - Bouzy ;
  - Louvois ;
  - Mailly-Champagne ;
  - Puisieulx ;
  - Sillery ;
  - Tours-sur-Marne ;
  - Verzenay ;
  - Verzy.

- sur la côte des Blancs :
  - Avize ;
  - Chouilly ;
  - Cramant ;
  - Le Mesnil-sur-Oger ;
  - Oger ;
  - Oiry.

- dans la vallée de la Marne :
  - Aÿ.

#### Premier cru
Les villages classés en Premier cru sont au nombre de 44, les raisins qui composent une cuvée doivent être exclusivement issus des parcelles de ces villages pour que la mention Premier cru figure sur l’étiquette, ou d'une parcelle d'un village classé en Grand cru, qui a été déclassée en Premier cru.
Liste des villages classés en premier cru :
- Avenay-Val-d'Or ;
- Bergères-lès-Vertus ;
- Bezannes ;
- Billy-le-Grand ;
- Bisseuil ;
- Chamery ;
- Champillon ;
- Chigny-les-Roses ;
- Chouilly en Pinot noir ;
- Coligny (Val-des-Marais) en Chardonnay ;
- Cormontreuil ;
- Coulommes-la-Montagne ;
- Cuis ;
- Cumières ;
- Dizy ;
- Écueil ;
- Étréchy en Chardonnay ;
- Grauves ;
- Hautvillers ;
- Jouy-lès-Reims ;
- Ludes ;
- Mareuil-sur-Ay ;
- Les Mesneux ;
- Montbré ;
- Mutigny ;
- Pargny-lès-Reims ;
- Pierry ;
- Rilly-la-Montagne ;
- Sacy ;
- Sermiers ;
- Taissy ;
- Tauxières ;
- Tours-sur-Marne en Chardonnay ;
- Trépail ;
- Trois-Puits ;
- Vaudemange ;
- Vertus ;
- Ville-Dommange ;
- Villeneuve-Renneville ;
- Villers-Allerand ;
- Villers-aux-Nœuds ;
- Villers-Marmery ;
- Voipreux ;
- Vrigny.

### Prix des vignobles
En 2017, l'hectare dans la région de la côte des Blancs oscille en moyenne entre 2 et 2,2 millions d'euros au maximum.

### Inscription au patrimoine mondial de l'Unesco
En 2008, un premier dossier visant à inscrire les « paysages du champagne » sur la liste du patrimoine mondial de l'Unesco a été soumis, mais il n'a pas été retenu en 2009. Depuis, fédérées au sein de l'association Paysages du champagne, les principales institutions régionales préparent un nouveau dossier qui met en avant trois sites symbolisant particulièrement la région autour du titre « Coteaux, caves et Maisons de Champagne » :
- les crayères et le patrimoine industriel de la colline Saint-Nicaise à Reims ;
- l'avenue de Champagne à Épernay sur laquelle une dizaine de Maisons sont installées ;
- les coteaux historiques plantés de vignes allant de Cumières à Mareuil-sur-Ay.

Le 4 juillet 2015, « Coteaux, maisons et caves de Champagne » sont inscrits au patrimoine mondial de l'humanité.

## Appellation et particularités uniques

### Principales spécificités
L'élaboration du champagne présente sept principales particularités parmi les grands vins français : cueillette manuelle, pressoir spécifique, assemblage, deuxième fermentation en bouteille, remuage, dégorgement et dosage, ainsi qu'un temps de maturation minimum.
- La vendange ou cueillette est toujours manuelle. La machine à vendanger est interdite car ce type de machine peut abîmer le raisin et ne permet ni de nettoyer les grappes, ni de sélectionner uniquement les raisins mûrs. Il est essentiel que les grappes de raisin parviennent en parfait état au lieu de pressurage, en réduisant le plus possible leurs manipulations, pour conserver toutes les levures indigènes (naturelles) présentes sur la peau des grains, puisque ce sont elles qui déclencheront et faciliteront la fermentation. De plus, les grappes doivent être débarrassées des petites pourritures éventuelles, et il peut arriver que certaines grappes ne soient pas à maturité au moment de la vendange. Le vendangeur doit se conformer aux instructions données par le vigneron et seules les grappes à maturité et saines peuvent être cueillies, alors qu'une machine est incapable de faire la sélection correspondante. Les dates des vendanges sont fixées par le CIVC, notamment grâce à des prélèvements effectués dans les semaines précédant la récolte, afin de déterminer la maturité du raisin[34]. Elles peuvent varier d'un jour ou deux à l'intérieur de la zone d'appellation. Les vendanges se clôturent par une fête appelée cochelet ou parfois chien.
- Le pressurage, effectué sur des pressoirs traditionnels ou pneumatiques, spécifiques, doit respecter l'extraction de 25,50 hl de jus débourbé pour 4 000 kg de raisin pressurés. Le champagne est en effet un vin blanc issu en majeure partie d'un raisin noir — le pinot — et il convient pour cela que le jus, incolore, ne soit pas coloré ou taché au contact de l'extérieur de la peau. Les premiers jus (20,50 hl), appelés « cuvée », sont le plus souvent vinifiés à part et donnent des vins de qualité supérieure aux seconds jus ou « tailles » (5 hl). Les jus suivants ou « rebêches » (entre 1 % et 4 % du volume), ne peuvent prétendre à l'appellation et doivent être expédiés en distillerie. (Voir détails plus loin)
- L'assemblage entre cépages (types de raisins), crus (vins de diverses communes champenoises) et d'années différentes (dans l'appellation) y est presque la règle, le but étant d'assurer une continuité dans les qualités œnologiques et organoleptiques. L'indication du millésime est possible (mais non obligatoire) quand seuls des vins de la même année sont assemblés. C'est généralement le signe d'une grande qualité. Mais la réglementation de l'interprofession champenoise permet aux seuls négociants de champagniser d'autres raisins en appellation que ceux de leurs propres vignes, voire d'acheter à des vignerons l'intégralité des raisins champenois dont ils ont besoin. Le récoltant qui veut élaborer son champagne ne pourra le faire qu'à partir de sa seule récolte. D'une façon générale, sauf dans les cas des dénominations blanc de blancs et blanc de noirs, le champagne est toujours un « blanc de noirs et blancs », c'est-à-dire élaboré à partir d'un mariage de raisins noirs (en majorité) et de raisins blancs.
- C'est un vin effervescent maintenu sous pression dans sa bouteille par un bouchon ayant l'allure d'un champignon (contrairement aux bouchons cylindriques), tenu par une capsule et un muselet de fil de fer. À l'ouverture, le bouchon a tendance à sauter, le champagne jaillit et mousse, ce qui rend le service un peu délicat : cette mousse de CO2 ne représente que 15 à 30 % du « dégazage », la majorité se produisant à l’interface entre le vin et l’air, notamment lors du débouchage qui produit initialement des fumerolles blanches correspondant à la décompression de vapeurs d'eau et d'éthanol qui se condensent en microgoutelettes. Les chercheurs du laboratoire d’œnologie de Reims ont montré que les bulles ne se forment qu'occasionnellement au contact des aspérités et irrégularités de la surface du verre, car les poches d’air[42] emprisonnées lors de l'embouteillage sont trop petites et instables, mais naissent le plus souvent au contact des cristaux du vin ou des fibres de cellulose des torchons utilisés pour essuyer le verre[43]. Les peptides et glycoprotéines amphiphiles résultant de la décomposition des levures de fermentation, attirent les molécules de CO2, stabilisent les bulles par leurs propriétés tensioactives et contribuent à la délicatesse de l'effervescence, avec d'élégantes colonnes de petites bulles (« trains de bulles ») naissant en différents points du vin. Les bulles de champagne sont étudiées en laboratoire avec une caméra ultra rapide : formation sur des sites de nucléation (appelés « pouponnières de bulles »), ascension par la poussée d'Archimède qui, par le grossissement des bulles, prend le pas sur les forces capillaires qui tendent à « coller » ces bulles contre la paroi du verre, et disparition à la surface (par résorption, disproportionnement ou éclatement)[44].
- La marque (non obligatoire) est un élément essentiel de l'identification et les champagnes les plus prisés sont des champagnes de marque.

### Cépages utilisés
Huit cépages sont autorisés par le cahier des charges de l'appellation pour produire le champagne. Les trois principaux sont de la famille des Noiriens :
- le chardonnay B[2], raisin blanc, pour 30 % de la surface en production[45], qui donne un vin frais et délicat. Un champagne exclusivement élaboré à partir de ce cépage, que l'on retrouve dans la région de la côte des Blancs, est appelé « blanc de blancs » ;
- le pinot noir N, raisin noir à pulpe incolore, pour 38 % de la surface en production[45], donnant un jus blanc car les peaux n'ont pas le temps de teinter le jus lors du pressurage, produisant un vin charpenté et au bouquet fin ;
- le meunier N, nommé morillon au Moyen Âge, raisin noir à pulpe incolore lui aussi, un peu plus tardif que le pinot noir, pour 32 % de la surface en production[45], qui donne un vin proche du pinot noir, mais plus fruité et avec une aptitude de garde plus réduite.

Si ces pourcentages ne préjugent en rien de ceux utilisés, par chaque producteur, lors de l'assemblage de chacune de ses cuvées annuelles, le fait est que le plus célèbre des vins blancs est majoritairement issu de raisins noirs.
Quatre autres cépages sont également autorisés dans l'élaboration du champagne, sans limitation, mais ils restent très marginaux sur des aires très limitées (93 hectares seulement sur plus de 33 500, soit 0,3 % de la zone d'appellation) :
- arbane B ;
- petit meslier B ;
- pinot gris G (appelé « pinot gris vrai », ou « fromenteau ») ;
- pinot blanc B (appelé « blanc vrai »).

Enfin, depuis 2025, le cépage voltis (de) B (résistant mieux au mildiou et à l'oïdium) est autorisé, mais limité à seulement 5 % de l'encépagement (comme « cépage accessoire ») et sous réserve d'une convention. L'utilisation du gamay N est très controversée par les producteurs et fait toujours l'objet d'une autorisation temporaire dans le seul département de l'Aube.

### Vinification: méthode champenoise
Le vin de Champagne est élaboré selon la méthode champenoise, parfois appelée méthode traditionnelle, qui consiste principalement à opérer une double fermentation du moût, la première en cuves, la seconde dans la bouteille même, en cave. La croyance populaire veut que cette méthode soit l'invention de dom Pérignon, moine de l'abbaye d'Hautvillers, près d'Épernay, dans le dernier quart du XVIIe siècle. Aujourd'hui, les historiens s'accordent plutôt pour dire qu'il est seulement à l'origine de la technique de l'assemblage.

#### Plantation
Dans les 275 000 parcelles dont la superficie moyenne se situe aux alentours de 18 ares, le mode de plantation est aussi régi de façon très stricte. Ceci se traduit par des normes de plantations bien établies : la distance d'écartement entre chaque rang de vigne ne doit pas dépasser les 1,50 mètre. De plus, à l'intérieur d'un même rang, les souches doivent être distantes d'une distance comprise entre 0,90 mètre et 1,50 mètre.

#### Rendement
Une particularité de la Champagne est que les rendements viticoles sont exprimés dans les décrets en kilogrammes de raisin par hectare, et non en hectolitres de vin par hectare comme pour tous les autres vignobles. Selon le cahier des charges de l'appellation champagne (décret du 22 novembre 2010), le rendement d'entrée en production est fixé à 10 400 kilogrammes[réf. nécessaire] par hectare (soit environ 65 hectolitres par hectare), tandis que le rendement butoir l'est à 15 500 kilogrammes par hectare (soit environ 97 hectolitres par hectare).
En 2014 La charge maximale moyenne à la parcelle est fixée à 19 700 kilogrammes de raisins à l’hectare, soit environ 125 hl/ha.
Ces rendements élevés sont tempérés par la forte densité des pieds de vigne : les meilleures parcelles sont à 10 000 pieds par hectare tandis que la moyenne pour tout le vignoble de Champagne est supérieure à 8 000 pieds par hectare (la densité minimale légale à raison de 1,25 mètre entre chaque pied). La charge prévue à la taille est de 17 grappes par pied maximum.
Dans la méthode champenoise, la notion de rendement est double :

##### À la vendange
Chaque année, le CIVC fixe un rendement maximal à l'hectare. Les quantités récoltées au-dessus de cette limite sont déclassées ou peuvent être conservées (bloquées), dans l'attente d'un déblocage éventuel, qui peut ne jamais intervenir.

##### Au pressurage
Outre la spécificité du pressoir champenois, large et bas pour éviter que le moût ne se colore au contact de la peau des raisins noirs, le rendement est, lui aussi, réglementé au pressurage. Depuis 1993, pour chaque unité de 4 000 kilogrammes (appelée « marc »), on ne peut obtenir qu'un maximum de 2 550 litres, répartis en deux « presses » :
- dix premières « pièces » (tonneau ou fût de 205 litres), les meilleures, appelées « cuvée », soit 2 050 litres ;
- 500 litres appelés « première taille ».

Au-delà, le supplément, la « rebêche », n'a plus droit à l'appellation champagne. La « deuxième taille » a été supprimée à partir de 1993.
160 kilogrammes de raisin produisent 102 litres de moût qui, après les pertes à la vinification (1,5 %) et au dégorgement (0,5 %), donneront 100 litres de vin commercialisable, soit 133 bouteilles de 75 centilitres.

#### Première fermentation
La première fermentation, appelée fermentation alcoolique, est identique à celle que subissent les vins tranquilles (c'est-à-dire non effervescents). Elle peut être suivie — mais ce n'est pas toujours le cas — d'une fermentation malolactique. Quelques maisons sont réputées pour ne pas pratiquer cette fermentation malolactique, afin de préserver l’arôme naturellement fruité et la vivacité du vin. Le moût est le plus souvent vinifié en cuve. Certains préfèrent néanmoins travailler à l'ancienne et vinifier en fût de chêne.

#### Assemblage
En début d'année (qui suit la récolte), après plusieurs filtrages, les vins sont suffisamment clairs pour être dégustés et permettre de procéder à l'étape de l'assemblage, mariage en proportions variables chaque année, des vins de cépages, terroirs et millésimes différents, (aucune autre AOC en France ne permet ce type de mélange de vins de différents millésimes). En fonction des cuvées et des années, on peut arriver à marier jusqu'à trois dizaines de crus et vins de réserve différents.
Ces assemblages appelés « BSA » (brut sans années), représentent globalement 83 à 84 % des ventes, mais selon les pays entre 70 % (Japon) et plus de 90 % (Belgique, Allemagne, Italie) des ventes de champagne. Ces assemblages se sont développés à partir du milieu du XIXe siècle, lorsque les producteurs ont décidé, à la demande des clients britanniques, de rompre avec les champagnes aux goûts trop « sirotés » avec leur excessif dosage en sucre.
Ces assemblages constituent autant de puzzles réunissant les trois cépages champenois, pouvant provenir des 321 villages champenois dont la qualité des raisins est cotée entre 80 et 100 %, et de plusieurs années de vendanges, appelés « vins de réserve » et conservés dans les caves champenoises. La participation de ces réserves à la composition de la cuvée peut varier de 10 à 50 %.
Depuis quelques années, les BSA peuvent aussi se décliner en « blanc de blancs », « blanc de noirs », « peu dosé », « pas dosé », « grand cru » et « premier cru », mais ces variantes ne représentent qu'un faible volume.
La bibliographie indique que, dans le milieu du XIXe siècle, une partie du cidre produit dans le département des Ardennes était « vendue à des fabricants de vins de Champagne », pour l'assemblage. Ce ne semblait pas, alors, une pratique choquante.

#### Stabilisation tartrique du vin ou passage au froid

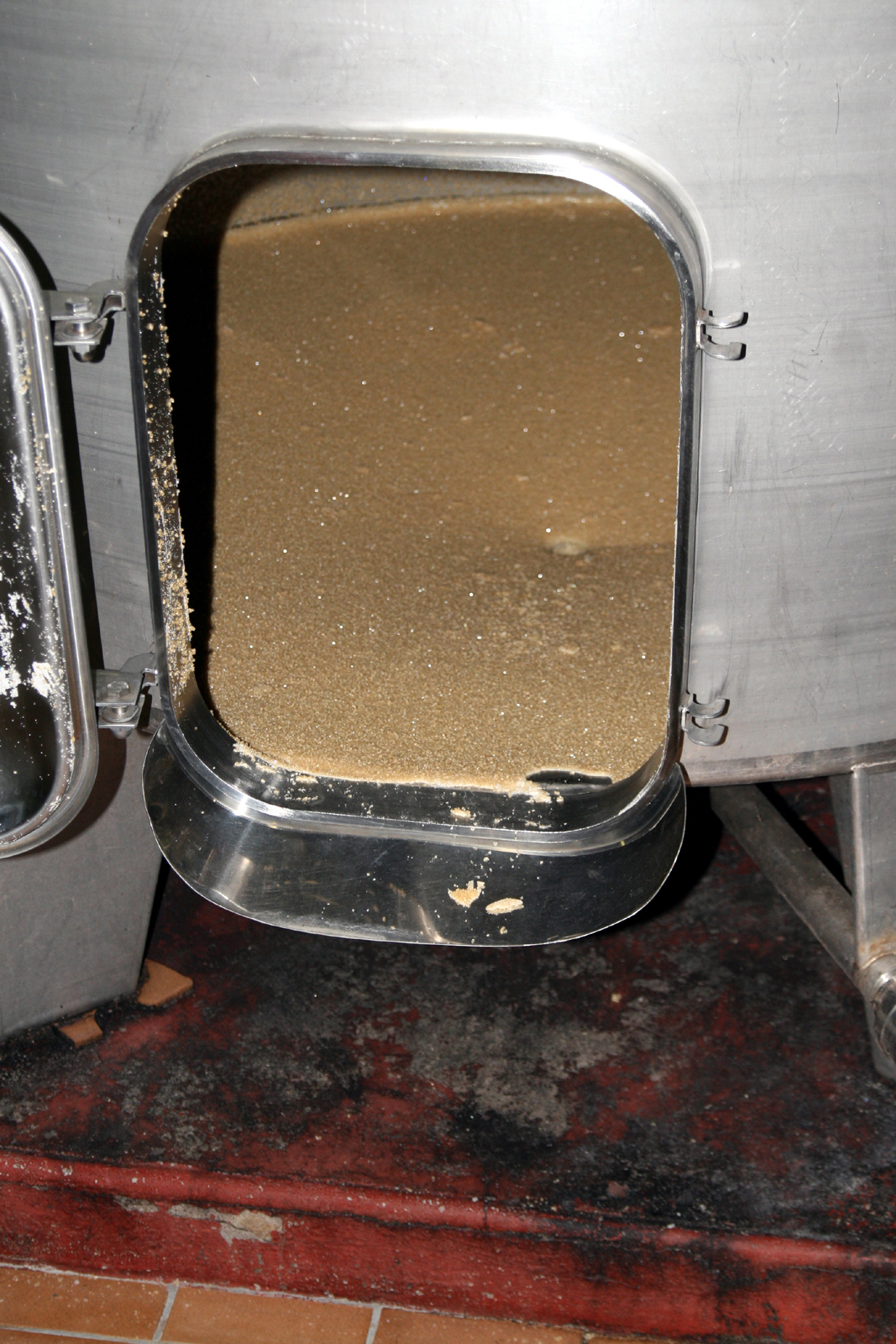
Tartre au fond d'une cuve à vin.

L'acide tartrique, acide naturel du vin de Champagne, cristallise à basse température en présence de calcium ou de potassium. Ces microcristaux transparents de bitartrate de potassium ou tartrate de calcium, appelés « gravelles », peuvent apparaître sous forme de paillettes incrustant le bouchon ou précipiter sous forme d'un dépôt visible au fond des bouteilles lorsqu'elles sont mises au frais.
Cette cristallisation n’altère pas la qualité organoleptique ou hygiénique du vin mais perturbe son remuage et favorise le gerbage (jet excessif de mousse) à l'ouverture de « bouteilles gerbeuses ». Afin de prévenir ce phénomène qui peut faire perdre de 10 à 50 ml de vin au débouchage, la précipitation de ces cristaux en cuverie est soit favorisée (passage au froid en stabulation ou ensemencement par ajout de crème de tartre puis filtration des cristaux), soit inhibée (inhibiteur de cristallisation : carboxyméthylcellulose, acide métatartrique).

#### Deuxième fermentation
Au moment d'embouteiller le vin de base ainsi obtenu — la cuvée de l'année — on lui ajoute la liqueur de tirage, composée de levures et de sucre. Cette liqueur de tirage enclenchera la dernière fermentation, dite prise de mousse. C'est cette deuxième fermentation qui, pour une bouteille de 75 cl, donne naissance à 10 g de dioxyde de carbone dissous correspondant à un dégagement potentiel d’environ 5 litres de CO2. La bouteille est alors bouchée par une cartouche plastique appelée bidule recouverte d'une capsule métallique analogue à celle des bouteilles de bière. Suit la période de vieillissement du vin, d'une année environ pour les non millésimés, à trois ans et plus pour les cuvées millésimées. Les bouteilles sont descendues en cave profonde et couchées à l'horizontale.
Comme la première, cette deuxième fermentation produit des lies abondantes dont on devra débarrasser le vin par la suite.

#### Remuage

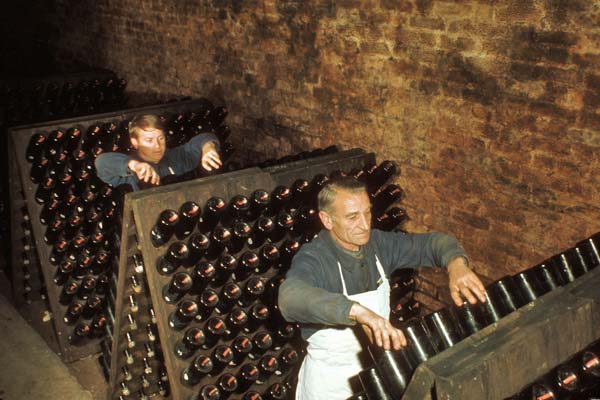
Remuage de bouteilles de champagne.

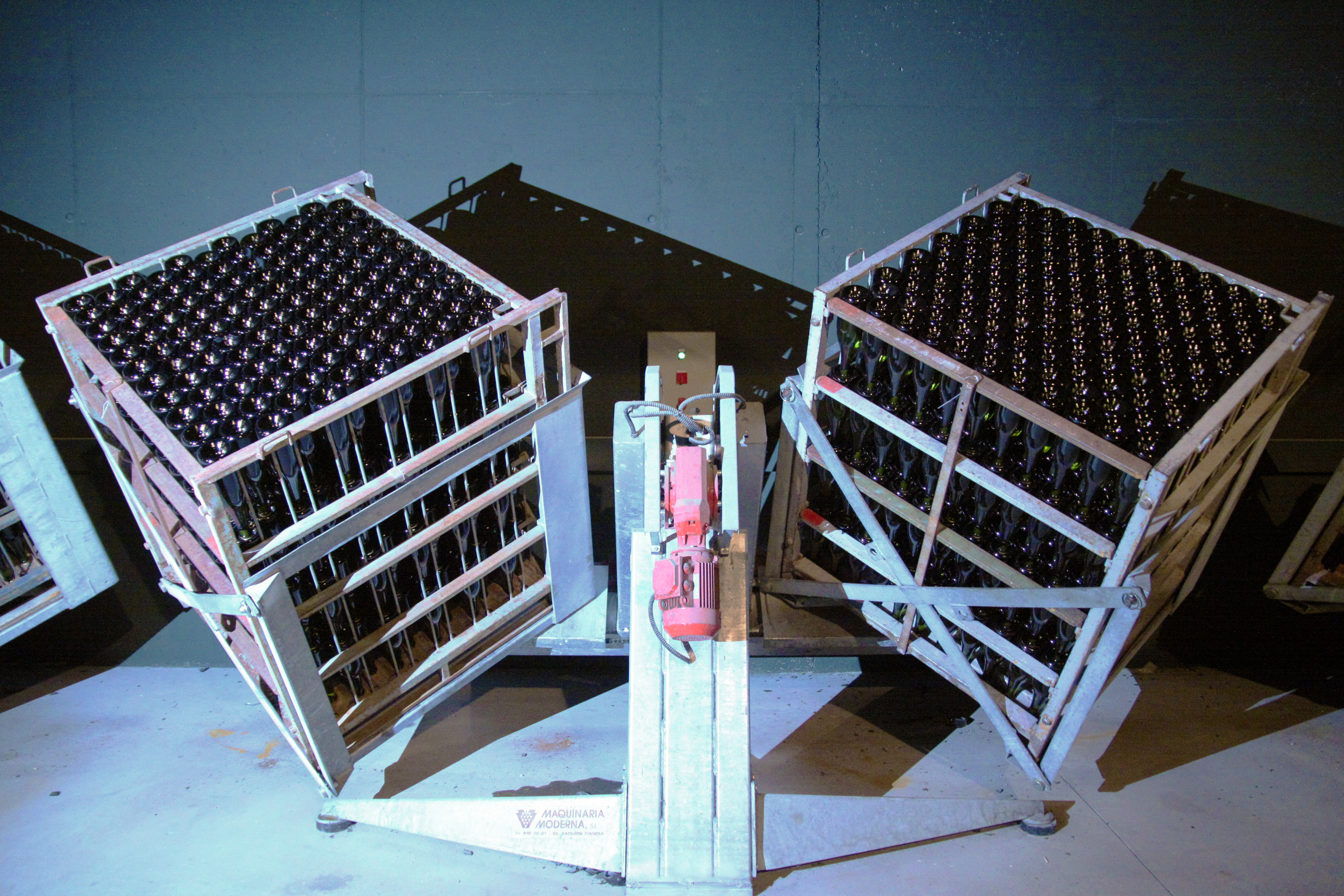
Remueur automatisé.

Après ce vieillissement, on déplaçait autrefois les bouteilles sur des supports spéciaux en bois, appelés « pupitres » (invention de ces râteliers à trous obliques en 1813 par Antoine Müller, employé de la maison Clicquot, remplaçant les bacs à sable utilisés par les moines), en forme de V renversé et comportant des perforations, où elles sont penchées, le goulot vers le bas. Les négociants et les coopératives ont abandonné cette technique, mais elle se pratique encore fréquemment chez les petits vignerons qui ne sont pas équipés de moyens automatisés, et elle tend à réapparaître dans les grands domaines qui souhaitent conserver une image traditionnelle. Chaque jour, les bouteilles sont remuées, c'est-à-dire tournées d'un quart de tour, d'un mouvement sec, afin de décoller les lies de la paroi de la bouteille et de les faire descendre vers le goulot. Une rotation alternée (d'abord à droite, puis à gauche), complétée par le relèvement progressif de la bouteille, finit par regrouper la totalité des lies (le dépôt) contre la capsule. Au bout d'environ deux mois, toutes les lies sont rassemblées contre la capsule. Les bouteilles sont alors stockées la pointe en bas, « sur pointe ».
Le remuage peut être mécanisé et se faire à l'aide de Gyropalette (marque déposée).

#### Dégorgement et dosage
Pour chasser le dépôt, on plonge alors le haut du col dans un bain de saumure à - 25 °C, pendant quelques minutes, créant un petit glaçon qui emprisonne le dépôt. En ôtant la capsule, le dépôt et le glaçon sont expulsés par le gaz sous pression (environ 6 atmosphères), c'est l'étape du dégorgement. Les quelques centilitres ainsi perdus sont remplacés par un mélange de vieux vin et de sucre, appelé liqueur d'expédition : c'est l'étape du dosage. La quantité de sucre présente dans la liqueur va déterminer si le champagne sera (Règlement de l'UE) :
- brut nature ;
- extra-brut ;
- brut ;
- extra-sec ;
- sec ;
- demi-sec ;
- doux.

Il existe aussi des champagnes non dosés : après le dégorgement, on complète le niveau de la bouteille avec du vin seul, au lieu de la liqueur d'expédition. Ce sont des champagnes très « nature », parfois appelés brut nature. On en trouve, par exemple, auprès des maisons Drappier à Urville, Georges Vesselle à Bouzy, Laurent-Perrier à Tours-sur-Marne, Paul Goerg à Vertus, Piper-Heidsieck à Reims, Ayala à Aÿ, ou Pol Roger.

#### Habillage
Une fois le dégorgement effectué, dosée ou non, la bouteille de champagne est bouchée avec son célèbre bouchon de liège maintenu par son muselet, avant d'effectuer, en cave, un ultime vieillissement (maturation) avant commercialisation. Au fur et à mesure des besoins, on prélève sur ce stock les bouteilles qui sont alors étiquetées et mises en caisses pour expédition.

### Types de vins
Le vin de Champagne est le fruit d'une subtile élaboration effectuée tout au long de sa vinification et qui va donner ses caractéristiques au produit prêt à être consommé. Les choix faits par chaque Maison lors de ce processus détermineront, outre le type de vin, la marque gustative de celle-ci vis-à-vis du public. Les bruts représentent entre 80 % et 85 % de la production, mais il existe une douzaine d'autres variétés de champagne, dont certains restent confidentiels.
La typicité d'un champagne peut être déterminée :
- lors du pressurage :
  - le champagne rosé, seul vin rosé français pouvant être fabriqué en assemblant du vin rouge (de Champagne) avec du blanc. Il peut aussi être obtenu en laissant la peau des raisins noirs colorer le jus, aussitôt après le pressurage. C'est la « saignée ». Ces deux types de champagnes rosés se distinguent à la fois par leur robe (rose ou orangé) et par leurs arômes (plus ou moins vineux). Le champagne rosé, dont la demande s’accroît depuis quelques années, représente moins de 5 % de la production,
  - au XIXe siècle, un champagne rouge avait également été élaboré (cf. infra);
- lors de la fermentation : le maître de chai permettra la fermentation malolactique s'il désire un champagne structuré ; il l'évitera — et arrêtera donc la fermentation au terme de la fermentation alcoolique — s'il souhaite un vin plus vif ;
- lors de l'assemblage :
  - assemblage traditionnel : comme son nom l'indique, c'est celui qui est le plus pratiqué. Il consiste en un mélange de cépages, de crus et de vins de réserve d'années diverses, dont la répartition, privilège des négociants, est un choix remis en question chaque année, afin de préserver, au fil des ans, le style du vin propre à chaque Maison,
    - c'est aussi durant cette étape qu'est le plus fréquemment réalisé le champagne rosé, par assemblage d'une cuvée de vin blanc avec une cuvée de vin rouge de Champagne,
    - millésimé : millésime champagne est un champagne produit avec des raisins d'une seule année. Soumis à aucune réglementation, le choix de ne sélectionner qu'une année unique dans l'élaboration produit des champagnes atypiques, au caractère marqué et qui ne sont pas forcément dans la lignée habituelle des Maisons, mais dont la grande qualité honore celles-ci. Ils représentent autour de 5 % de la production,
    - cuvée de prestige : ces cuvées spéciales de grande qualité sont encore plus liées au choix des Maisons (certaines en font plusieurs) mais le marché est dominé par quelques stars. Elles sont la catégorie la plus huppée de la production et en représentent à peu près 5 %,

  - assemblage non traditionnel :
    - blanc de blancs : c'est un vin issu du seul cépage blanc, le chardonnay, qui donne un champagne au goût frais et délicat,
    - blanc de noirs : élaboré à partir de raisins noirs, pinot noir ou meunier ou les deux, et caractérisé par la force du premier et/ou le fruité du second. Parmi les « blancs de noirs » mono-cépages, il est bien plus fréquent de trouver un 100 % pinot noir qu'un 100 % meunier ;
- lors du dosage : c'est la teneur en sucres de la liqueur d'expédition, utilisée immédiatement après le dégorgement, qui détermine la qualité du vin[62] : brut nature, brut, demi-sec, etc. :
  - brut nature (pas dosé) aussi appelé non dosé, brut zéro, ou dosage zéro (dénominations optionnelles, ce vin pouvant aussi être commercialisé en « extra brut » ou « brut ») : catégorie définie par le législateur en 1996, elle implique qu'aucune addition de sucre ne soit effectuée après la prise de mousse, et la teneur en sucre résiduel doit demeurer inférieure à 3 grammes par litre. Dans ce type de vin, le producteur ne peut maquiller un manque de qualité. Il existe un intérêt croissant pour cette catégorie, par simple effet de mode, mais aussi par son côté allégé en sucre,
  - extra brut : de 0 à 6 g/l (dénomination optionnelle, ce vin pouvant aussi être commercialisé en « brut ») : Laurent-Perrier est la première maison à avoir mis sur le marché en 1981 un champagne extra-brut en se servant d'une base de vin de 1976. À l'époque, le fromager Androuet avait déclaré que « pour la première fois il avait trouvé un vin qui mettait en valeur son fromage préféré, le vacherin » et Jacques Puisais, une sommité du monde de la gourmandise, a dit avoir « trouvé le seul vin capable d'accompagner un havane » ,
  - brut : moins de 12 g/l (peut inclure des vins de 0 à 6 g/l dont le goût est estimé de type « brut ») : Alors qu'au XVIIIe siècle la qualité demi-sec était très prisée, en 1876 fut élaboré le champagne brut pour satisfaire les désirs des Britanniques amateurs de vins secs, ce qui n'était pas le cas des Français à l'époque,
  - extra sec (ou extra dry) : entre 12 et 17 g/l,
  - sec (ou dry) : entre 17 et 32 g/l,
  - demi-sec : entre 32 et 50 g/l,
  - doux : plus de 50 g/l ;
- lors de la maturation : outre le type de cépage utilisé qui détermine l'aptitude de garde du vin, quelques Maisons font le choix de ne commercialiser certaines cuvées qu'au terme de plusieurs années de maturation, laissant ainsi le vin développer son arôme, ce qui marquera d'autant plus son caractère par rapport au reste de la ligne ;
- par ailleurs, l'importance du terroir a fait émerger 17 grands crus, expressément reconnus grâce à leurs grandes qualités spécifiques.

Enfin, on élabore aussi en Champagne des vins tranquilles, non effervescents, des vins clairs appelés aussi « nature ». On les trouve encore sous deux appellations :
- les coteaux-champenois (rouges, blancs ou rosés), dont les plus célèbres sont produits sur les communes de Bouzy, Vertus et Damery. Il n'existe pas de chiffres officiels concernant les bouteilles produites car le raisin étant à prendre sur l'appellation Champagne, ces bouteilles sont comptabilisées au titre de Champagne ;
- le rosé des Riceys, produit exclusivement sur la commune des Riceys, dans le département de l'Aube.
- une variété de prise de mousse, qui n'est plus commercialisée : le crémant de Champagne, au pétillant plus léger, dont la pression n'était que de 3 atmosphères.

Le raisin de Champagne est également utilisé pour élaborer un apéritif, le ratafia, et une eau-de-vie, le marc de champagne, qui ne doit pas être confondue avec la variété de cognac appelée « fine champagne ».

## Bouteille de champagne

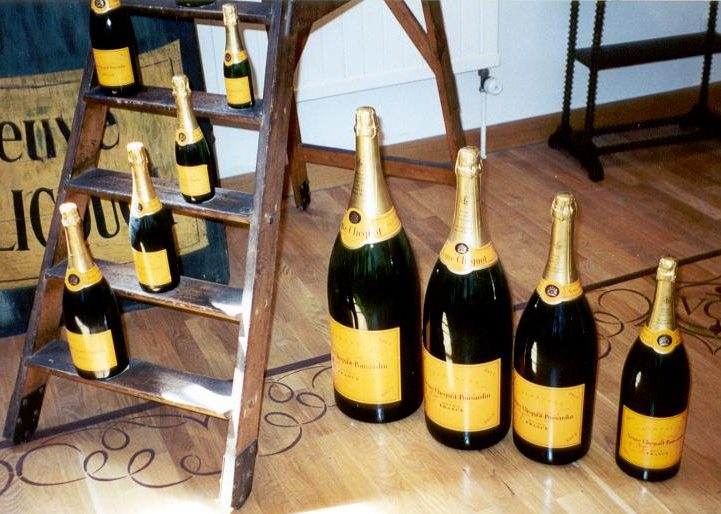
Au sol : balthazar, salmanazar, mathusalem et jéroboam.

### Flacons
La bouteille de champagne classique a une contenance de 75 cl ; elle est plus épaisse et résistante que les bouteilles d'autres vins, afin de pouvoir résister à une pression de gaz de six atmosphères. Le fond du flacon est aussi fortement creusé pour la même raison, ce qui permet au remueur de bouteilles de pouvoir y glisser son pouce et aux adeptes de l'art du « service à la champenoise », de tenir la bouteille par le fond. Une seule marque propose une bouteille à fond plat transparente, il s'agit de la célèbre cuvée « Cristal de Roederer ». Le tsar Alexandre II de Russie, qui craignait pour sa vie, avait exigé ce type de bouteilles afin de vérifier facilement qu'aucune bombe ne soit dissimulée dans le fond de la bouteille.
Les négociants champenois ont créé au XIXe siècle une série de bouteilles de diverses contenances. À noter que, pour les vins de Bordeaux, certains noms de bouteilles correspondent à des contenances différentes des appellations champenoises ; seuls la demi-bouteille, la bouteille et le magnum y sont couramment utilisés, les autres formats sont généralement remplis avec du vin déjà fermenté :
- le huitième : 9,4 cl (inusité) ;
- le quart : 18,75 ou 20 cl (utilisé par les compagnies aériennes et parfois dans les boîtes de nuit) ;
- la demie : 37,5 cl (vendue en restaurant) ;
- le médium : 60 cl (inusité) ;
- la bouteille : 75 cl (la plus vendue) ;
- le magnum : 1,5 l soit deux bouteilles. L'expérience montre que le vin de Champagne se conserve le mieux dans un magnum, il y vieillit plus lentement, assurant au nectar une excellente longévité. Un magnum de champagne déçoit rarement et il est recommandé au-delà de quatre à huit convives ; à l'opposé, le champagne en demie — et a fortiori en quart — ne bénéficie pas des meilleures conditions de vieillissement.
- le jéroboam : 3 l soit quatre bouteilles, est le plus demandé des grands flacons.

Les contenances supérieures au jéroboam sont très rares, bien que leur dimension et leur esthétique accentuent le caractère festif des événements, les flacons, fragiles et très chers à produire, deviennent rapidement peu pratiques à manipuler. Toutes les bouteilles de contenance supérieure au jéroboam portent des noms bibliques, à l'exception du souverain (26,25 litres) et du primat (27 litres). À noter que, lorsqu'on achète un jéroboam ou un flacon de taille supérieure, rien ne prouve que le premier tirage ait eu lieu dans le flacon reçu.
Les flacons subissent un test de résistance à la pression avant de recevoir le vin. La valeur de référence est de 6 bars, soit 30 à 40 % de plus que la valeur réellement obtenue dans le vin. Le test ne concerne qu'un échantillon pour petits formats (jusqu'au magnum), mais est appliqué à l'ensemble des flacons pour les autres formats. Les explosions de bouteilles (en cave), qui pouvaient encore atteindre 1 à 2 % il y a une cinquantaine d'années, sont désormais extrêmement rares, voire nulles.
Le choix de noms bibliques reste, pour le moment, inexpliqué. Certains ont voulu y voir l'empreinte des familles protestantes qui sont venues s'installer en Champagne. En fait, il semble que la source de cet usage soit beaucoup plus ancienne car, dès les années 1370, on trouve la trace du « jéroboam », appelé « roboam » et du « balthazar » dans l'œuvre poétique d'Eustache Deschamps.
- le réhoboam : 4,5 litres soit six bouteilles, qui n'est plus commercialisé depuis 1983 ;
- le mathusalem : 6 litres soit huit bouteilles ;
- le salmanazar : 9 litres soit douze bouteilles ;
- le balthazar : 12 litres soit seize bouteilles ;
- le nabuchodonosor : 15 litres soit vingt bouteilles, soit de 120 à 140 flûtes.

Certains négociants ont récemment introduit des flacons aux contenances encore plus extravagantes :
- le Salomon : 18 litres, soit 24 bouteilles, créé par la Maison Drappier ;
- le Souverain : 26,25 litres, soit 35 bouteilles ;
- le primat : 27 litres soit 36 bouteilles, créé par la Maison Drappier, fait référence au Primat des Gaules ;
- le melchizédec : 30 litres, soit 40 bouteilles. Ce flacon de 54 kilos, inventé par Michel Drappier (côte des Bar), doit son nom à un ancien roi de Salem (aussi orthographié Melchisédec), empli de brut « Carte d'or », a été tiré initialement à dix exemplaires et vendu au prix de 2 925 euros. Fabriqué par un verrier italien, son prix de revient vide est de 750 euros. Chaque année dix exemplaires sont commercialisés.

Un moyen mnémotechnique permet de mémoriser les principales tailles de bouteilles dans l'ordre croissant de contenance : « Car de bon matin je remarquais mal sa banalité naturelle » (Quart / Demi / Bouteille / Magnum / Jéroboam / Réhoboam / Mathusalem / Salmanazar / Balthazar / Nabuchodonosor).
La première représentation d'une bouteille de champagne date de 1735 avec le tableau Le Déjeuner d'huîtres de Jean-François de Troy. C'est dans une de ces bouteilles, qu'il trouvait « la plus belle », que Nicolas Appert confectionna ses premières conserves en 1795.
En 2010, Le Comité Interprofessionnel du Vin de Champagne (CIVC) lance un nouveau standard de bouteille, plus légère (835 g. contre 900 g. auparavant) afin de réduire l'empreinte carbone et les frais de transport.

### Bouchon

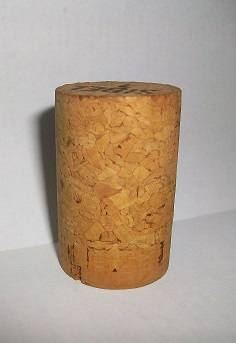
Bouchon neuf, avant utilisation. Seule la 3e partie, tout en bas, en liège noble, sera en contact avec le champagne.

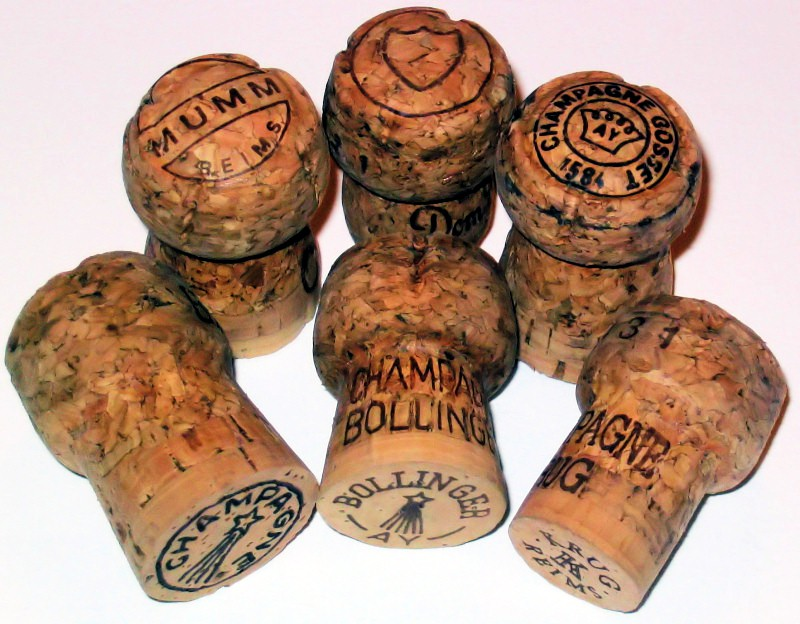
Quelques bouchons de liège usagés de bouteilles de champagne.

Le bouchon de liège des bouteilles de champagne est célèbre pour sa forme en champignon, plus complexe que celle cylindrique des bouchons utilisés pour les autres vins. En fait, cette forme lui est conférée par le goulot de la bouteille dans lequel il n'est que partiellement inséré.
Il est, au moment de l'embouteillage, cylindrique et de fort diamètre (31 millimètres). Pour que le bouchon puisse entrer, il est nécessaire de le mettre en place par compression (réduction forte du diamètre à 17 millimètres) dans le col de la bouteille, sur la moitié de sa longueur, puis de l'écraser en forme de champignon pour recevoir le muselet qui le maintiendra en place. Ce bouchage « en force » permet de s'assurer qu'il ne sautera pas tout seul, sous la pression du gaz dissous dans le vin. Avec le temps, le bouchon perd son élasticité naturelle. La partie du bouchon située au niveau du goulot est déformée lors de l'écrasement nécessaire à la mise en place du muselet et se dessèche plus vite que celle en contact avec le vin. D'où la forme au moment de l'ouverture de la bouteille, plus étroite au niveau du col. Cela est de plus favorisé par la différence de qualité des lièges (de plus en plus chers) constituant le bouchon. En laissant tremper un bouchon usagé, il reprendra en partie sa forme originelle.
De par la différence d'aspect des lièges, on distingue nettement deux ou trois parties :
- la tête, parfois appelée manche et partiellement engagée dans le goulot, est constituée d'un aggloméré de liège. Cette méthode de fabrication autorise des tailles de bouchons bien supérieures à ce qu'il est possible de récolter aujourd'hui sur les arbres. De moindre qualité et représentant la plus grande partie du bouchon, cette partie n'est pas en contact avec le vin ;
- le corps, constitué de deux rondelles de liège massif aux plis croisés, est collé à la base de la tête. En contact avec le vin, cette partie « noble » assure l'étanchéité du flacon.

Une fois assemblés, meulés et poncés, les bouchons font l'objet d'une sélection individuelle et sont généralement traités en surface (paraffine solide), pour garantir leur étanchéité et favoriser leur introduction dans la bouteille.

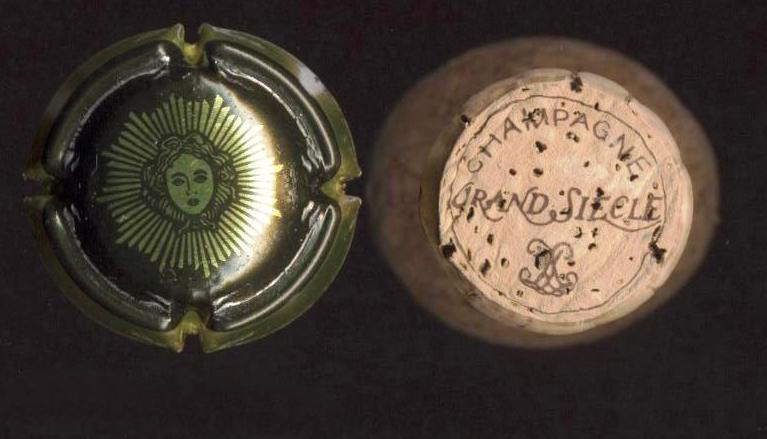
Plaque de muselet et bouchon de champagne.

Au-dessus du bouchon, une plaque en fer-blanc est maintenue, avec le bouchon, par du fil de fer préformé, appelé muselet. Cette plaque empêche le fil de fer de s'enfoncer dans le bouchon. Le muselet est repris sur la collerette du goulot et maintient le bouchon, qui ne peut alors plus être éjecté par la pression dans la bouteille. Les plaques de muselet (également appelées improprement « capsules » dans le langage courant) sont devenues des objets de collection, la « placomusophilie ». Il s'agit d'une invention du docteur Jules Guyot, brevetée en 1844 par son employeur, la maison de vins de Champagne Jacquesson à Châlons-en-Champagne.
La réglementation française exige que la partie du bouchon à l'intérieur du col mentionne le mot champagne.
Il existe un chocolat du nom de « bouchon de champagne » ayant la même forme et aromatisé au marc de champagne.
En 2009, un nouveau type de bouchon de champagne fait son apparition. Nommé Maestro, il permet d'ouvrir la bouteille avec facilité, tout en conservant le bruit caractéristique des anciens bouchons,.

## Interprofession
L’industrie du champagne, c’est 30 000 emplois permanents directes, ainsi que 120 000 emplois saisonniers qui prennent place pendant la période de vendange.
La production du champagne fait intervenir trois principales catégories professionnelles :
- les vignerons, propriétaires de la quasi-totalité du vignoble de Champagne (90 %). Ne pouvant élaborer leurs cuvées qu'à partir de leur seule récolte, ils sont donc tributaires à la fois de leur cru et des aléas de chaque vendange. On en dénombre actuellement un peu plus de 15 000. Dans ce chiffre, environ 5 000, les récoltants-manipulants, vinifient leur récolte, eux-mêmes ou au sein de coopératives. Les autres sont des récoltants, qui vendent leur raisin aux négociants ;
- les négociants, souvent appelés Maisons de champagne, les seuls à avoir l'autorisation d'acheter du raisin en dehors de leur propre récolte, voire à uniquement procéder ainsi quand ils ne possèdent aucun vignoble ;
- les coopératives.

Alors qu'en 1950, plus de 92 % des volumes de la Champagne sont commercialisés par les négociants, leur monopole est progressivement rongé par les vignerons et coopératives qui expédient 31 % des volumes en 2011.

## Instances officielles
L'Union des Maisons de Champagne (UMC), installée à Reims, regroupe les négociants en champagne dès 1882.
Le Syndicat Général des Vignerons de la Champagne (SGV), installé à Épernay, regroupe les vignerons depuis 1904.
Le Comité interprofessionnel du vin de Champagne (CIVC) a son siège à Épernay ; il a notamment pour rôle de gérer l'appellation d'origine contrôlée du Champagne. Officiellement créé par la loi du 12 avril 1941, cette interprofession entre les négociants et les vignerons existe informellement depuis 1919, date à laquelle les syndicats des deux professions prennent l'habitude de se réunir, une fois par an, pour discuter du prix du raisin, afin de stabiliser le prix de vente du Champagne. Le CIVC est coprésidé par les présidents du SGV et de l'UMC.

## Marché lucratif et protégé

### Marché du champagne en 2015

#### Superficie du vignoble
La superficie en production s'établit à 33 762 hectares, dont deux tiers dans la Marne, 23,62 % dans l'Aube et la Haute-Marne, et 10 % dans l'Aisne et la Seine-et-Marne. L'Aube est le deuxième département.
Voir le paragraphe sur la procédure d'extension.

#### Production annuelle
La récolte 2015 s'est établie à 309 millions de bouteilles, pour un rendement en appellation de 10 600 kg à l'hectare.

#### Stocks
En juillet 2015, les stocks globaux s'élevaient à 1 428 millions de bouteilles, réserve individuelle incluse, ce qui représente une réserve globale d'un peu plus de quatre années de production.

#### Expéditions
Pour l’année 2015, les expéditions de champagne se sont élevées à 312,5 millions de bouteilles, pour un montant total de 4,7 milliards d’euros ou 15 € par bouteille, dont 2,6 à l'export ou 55,3 %. Le pic absolu a été atteint en 2007, avec 338,8 millions de bouteilles.
En 2015, le marché français a représenté 52 % des ventes globales, et près de 151 millions de bouteilles ont été exportées dans plus de 190 pays, soit 48 % des expéditions. Parmi les principaux pays acheteurs figurent le Royaume-Uni (34,15 millions de bouteilles), les États-Unis (20,5 millions), l'Allemagne et le Japon (chacun près de 12 millions), la Belgique (9,2 millions) et l'Australie (8,1 millions). L'Italie est en septième position, avec 6,36 millions de cols.
En nombre de bouteilles, les maisons de champagne représentent 72 % de l'activité totale, tandis que les vignerons et les coopératives sont à 28 %.
Depuis 1980, les expéditions s'établissent ainsi, en millions de bouteilles, :
| Années      | 1980  | 1981 | 1982 | 1983 | 1984 | 1985  | 1986 | 1987 | 1988 | 1989 | 1990  | 1991 | 1992 | 1993 | 1994 | 1995 | 1996 | 1997 | 1998  | 1999 | 2000 |  |
| ----------- | ----- | ---- | ---- | ---- | ---- | ----- | ---- | ---- | ---- | ---- | ----- | ---- | ---- | ---- | ---- | ---- | ---- | ---- | ----- | ---- | ---- |  |
| Expéditions | 176,4 | 159  | 147  | 159  | 188  | 195,4 | 205  | 218  | 237  | 249  | 232,3 | 214  | 214  | 229  | 242  | 247  | 256  | 269  | 292,4 | 327  | 253  |  |

| Années      | 2001 | 2002 | 2003 | 2004 | 2005  | 2006  | 2007  | 2008  | 2009  | 2010  | 2011 | 2012  | 2013 | 2014  | 2015  | 2016 | 2017  | 2018  | 2019  | 2020 |
| ----------- | ---- | ---- | ---- | ---- | ----- | ----- | ----- | ----- | ----- | ----- | ---- | ----- | ---- | ----- | ----- | ---- | ----- | ----- | ----- | ---- |
| Expéditions | 263  |      |      |      | 307,7 | 321,8 | 338,8 | 322,6 | 293,3 | 319,5 | 323  | 308,6 | 305  | 307,1 | 312,5 | 306  | 307,3 | 301,9 | 297,5 | 250  |

#### Acteurs
En 2015, les expéditions ont été effectuées par :
- 4 461 vignerons expéditeurs, sur 15 800 au total ;
- 39 coopératives qui commercialisent ;
- 306 maisons de champagne.

### Marché du champagne en 2017

#### Stocks
À la fin de l’année 2017, le niveau de stock en Champagne s’élève à environ 1 366 milliards de bouteilles soit l'équivalent de 4,4 années d’expéditions conservées en cave.

### Marché du champagne en 2018

#### Chiffre d'affaires
Le chiffre d’affaires de la filière champagne en 2018 s’élève à 4,9 milliards d'euros (HT). Une année record pour le marché.

### Marché du champagne en 2021
La bouteille la plus chère du marché, une cuvée de 1874 de Perrier-Jouët, a été vendue 42 845 Livres.

#### Chiffre d'affaires
Le chiffre d’affaires de la filière champagne en 2021 est estimé à 5,5 milliards d'euros (HT) pour une expédition de 315 millions de bouteilles. Une année record pour le marché après une année 2020 en recul par rapport à 2019 avec 4 milliards d'euros (HT) pour une expédition de 250 millions de bouteilles.

### Appellation d'origine contrôlée
C'est une loi de 1927 qui définit, aujourd'hui encore, les critères géographiques de la production du Champagne. Depuis le 13 mars 2008, une ultime extension de la délimitation a permis à quarante communes, désignées par un comité d'experts, d'accéder à la prestigieuse appellation.
L'appellation « champagne » est une AOC depuis 1936 mais, compte tenu de l’antériorité et de l’unicité de l’Appellation Champagne, l’usage de la mention « appellation d'origine contrôlée » sur les bouteilles est optionnelle.
Le mot « champagne » lui-même est également protégé avec une grande vigilance. Quelques exemples notables :
- 1960 : la Haute Cour d’Angleterre condamne le « Spanish champagne », un vin mousseux distribué en Grande-Bretagne, permettant de protéger l’Appellation, dans le domaine du vin, pour les pays de droit anglais. Cette condamnation sert d'abord de référence pour d’autres pays comme l’Espagne. Par la suite, l'appellation sera protégée contre la concurrence indirecte des boissons sans alcool en obtenant la condamnation des fraudeurs ;
- 1984 : la Seita est condamnée par le tribunal de grande instance de Paris à retirer de la vente sa cigarette de marque Champagne ;
- 1990 : la loi du 2 juillet 1990 protège désormais la notoriété attachée à une Appellation d’origine, interdisant à tout produit d’usurper le nom de « Champagne », comme celui de tout autre produit d’Appellation d’Origine Contrôlée ;
- 1993 : la Cour d’Appel de Paris confirme l’exclusivité de l’Appellation Champagne aux Champenois. La firme Yves Saint Laurent a dû auparavant interrompre le lancement d'un parfum qu'elle avait nommé Champagne. Le nom du parfum a finalement été changé, il est actuellement commercialisé sous le nom Yvresse ;
- 1998 : la commune de Champagne, 912 habitants, située dans le canton de Vaud, en Suisse, a dû renoncer à mentionner le nom de Champagne sur les vins (non pétillants) produits dans son terroir de 28 hectares, dans le cadre d'un accord international intervenu, entre la Suisse et l'Union européenne, en décembre 1998. Un recours déposé par les 43 viticulteurs a abouti à la confirmation de cette interdiction, le 22 août 2007, par la Cour de justice de l'Union européenne.

Aux États-Unis, l'appellation « champagne » est considérée comme « semi-générique » par la loi américaine. Elle y est autorisée uniquement pour la commercialisation intérieure et à condition que le nom soit suivi de la mention du lieu de production. Devant cette double restriction, de nombreux producteurs américains de méthode traditionnelle — notamment les plus actifs — préfèrent désormais les appellations « méthode champenoise » ou plus généralement la désignation de sparkling wine (« vin effervescent »). Paradoxalement, seuls certains visant le marché bas et milieu de gamme utilisent encore la désignation « champagne », notamment Korbel, Tott ou Cook's.

### Millésimes

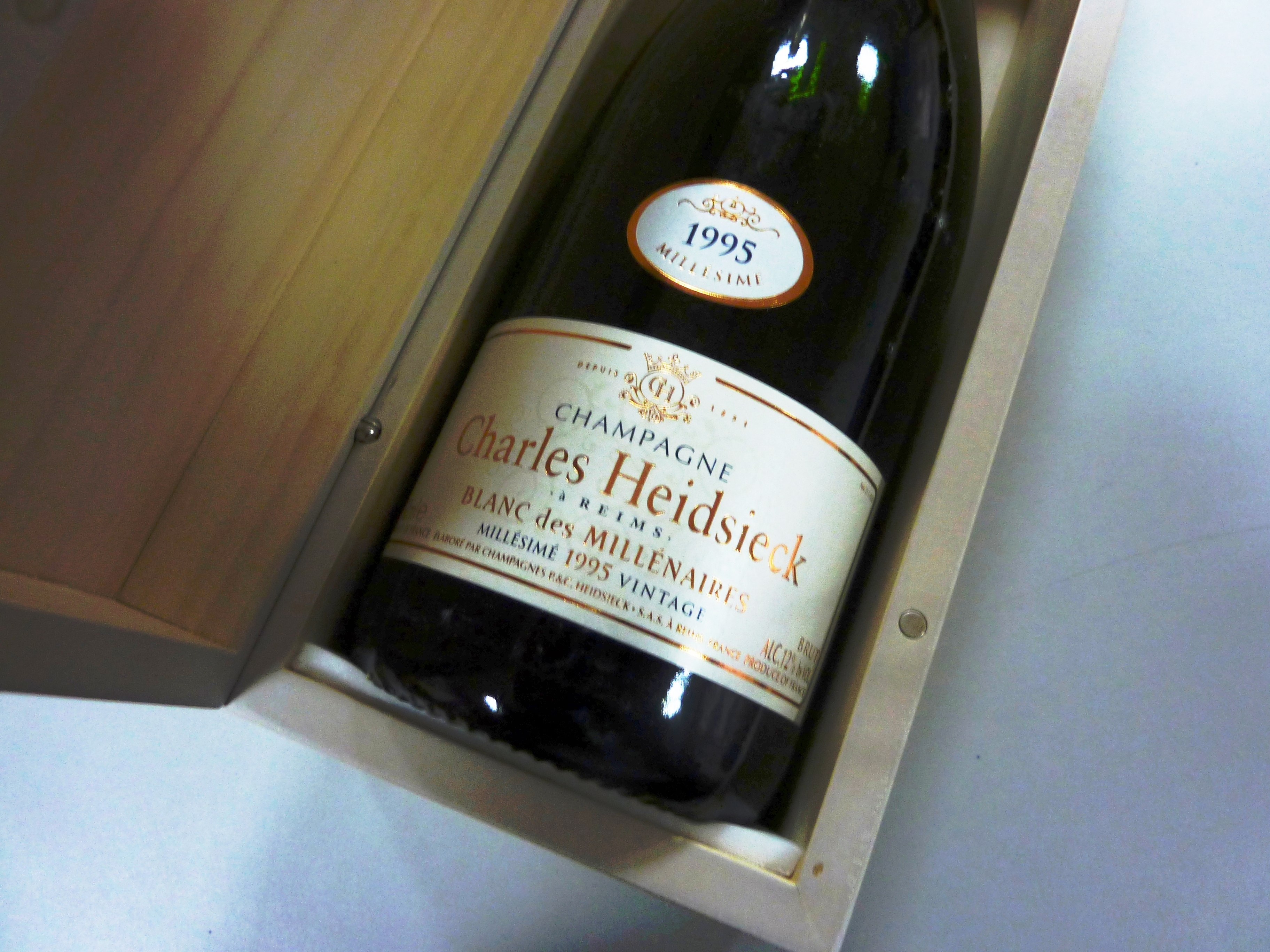
« Blanc de blancs » millésimé.

L'art du champagne consiste à assembler, année après année, des crus différents, afin d'obtenir une cuvée homognène et harmonieuse, et pas à composer des millésimes qui sont élaborés avec les seuls raisins d'une même année de récolte. Les cuvées millésimées ne dépassent jamais plus de 5 % des ventes de champagne. Elles sont surtout un extraordinaire vecteur de communication pour doper les ventes et faire parler des marques, qui rivalisent d'idées et organisent des événements autour de leurs cuvées millésimées.
Selon le Comité interprofessionnel du vin de Champagne, le millésime « est un outil de valorisation. La demande est toujours forte mais, comme l'extension du vignoble champenois demeure très rare, la croissance ne peut donc se faire que dans le haut de gamme ». Une cuvée millésimée se vend en moyenne 30 % à 40 % plus cher que le brut sans année, et beaucoup plus dans le cas des cuvées de prestige. La tentation est donc forte de millésimer, même quand l'année ne le mérite pas vraiment. Entre 1945 et 2004, la Champagne a millésimé 46 années sur 60.
Or, millésimer n'est pas une démarche sans risque car, selon Olivier Krug, « un millésime est une figure libre par rapport à un brut sans année. Il reflète le climat d'une année, c'est une personnalité, un caractère ». Pour Benoît Gouez, de chez Moët & Chandon, « élaborer un millésime, c'est bousculer les codes d'une maison ».

## Informations pratiques

### Une boisson réputée

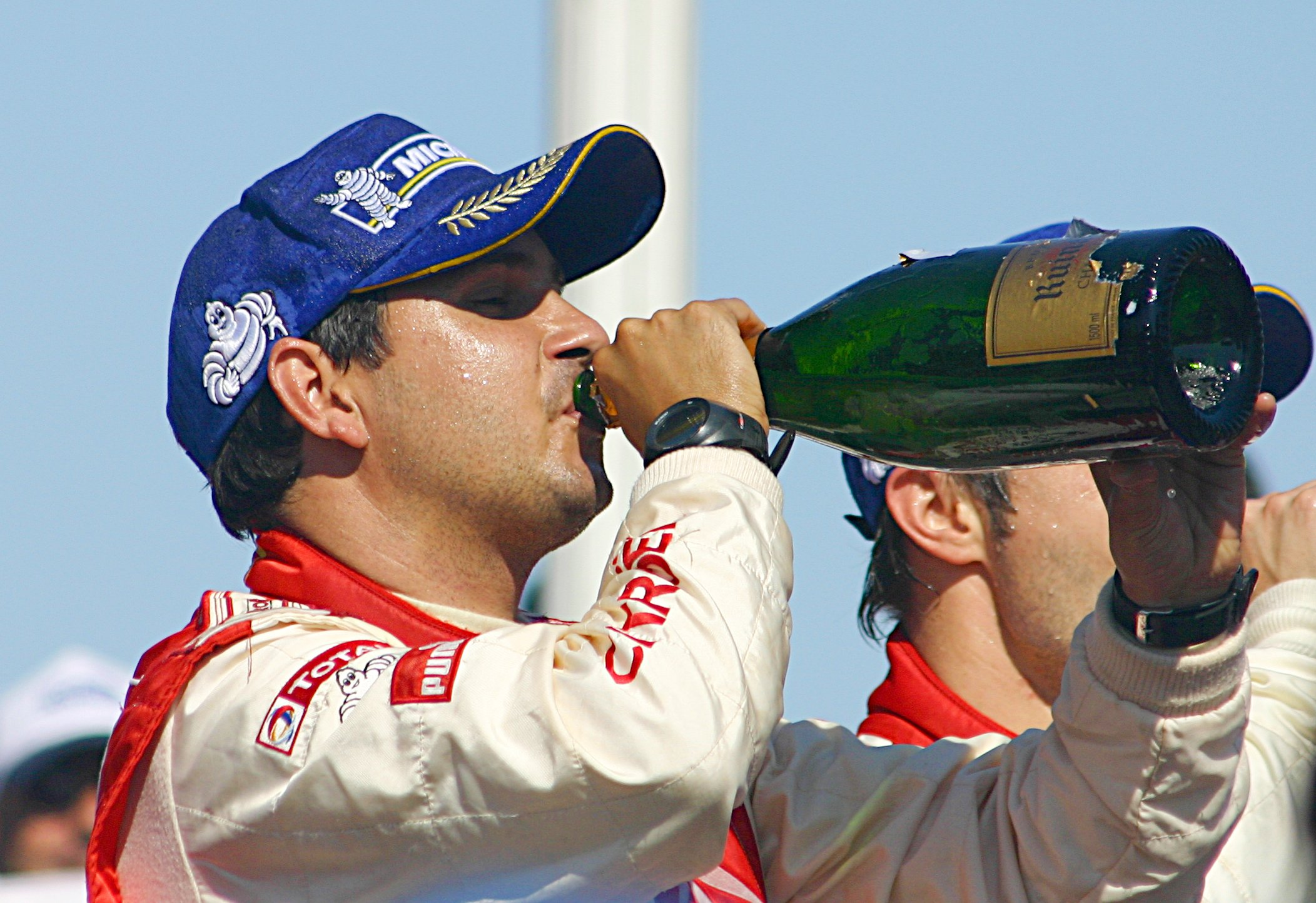
Le copilote de rallye Daniel Elena fêtant la victoire au champagne.

Cette boisson a acquis une forte notoriété internationale en devenant un synonyme de luxe, étant employée notamment pour célébrer les grandes occasions. La particularité « effervescente » du champagne est un peu à l'origine de ce caractère festif : on fait sauter le bouchon, plus rarement on sabre (ou sable) la bouteille, et la victoire est fêtée dans de nombreux sports (notamment les sports mécaniques) par l'aspersion de la foule à l'aide d'une bouteille de champagne agitée par les vainqueurs depuis leur podium. De même, le baptême des navires se fait traditionnellement en brisant une bouteille de champagne sur la coque.

### Œnologie
Un champagne jeune (douze mois à trois ans) dispose d'arômes d'une grande fraîcheur, qui peuvent correspondre à des parfums de fruits blancs ou rouges, d'agrumes, de fleurs blanches, de végétaux, de ferments (levure, mie de pain) ou encore à des senteurs minérales.
Pour le champagne plus mature (trois à cinq ans), les arômes sont plus ronds et forts et s'établissent dans le registre des fruits jaunes, secs ou cuits, d'alcools végétaux, d'épices, de confiserie et de pâtisserie.
Après cinq ans, le parfum est plus complexe et s'exprime au travers d'arômes de fruits très mûrs ou confits, de parfums de sous-bois, de torréfaction, de grillé ou de miel.

### Lecture de l'étiquette
L'étiquette d'une bouteille de champagne, donne des indications sur ses particularités.
 On trouve notamment des informations sur sa provenance et la façon dont il a été conçu, comme la marque, le nom de l'élaborateur, le dosage (brut, sec, zéro dosage, etc.), le millésime — ou, en son absence, la commune d'origine des raisins — et parfois la cotation qualitative des raisins : « grand cru » pour les dix-sept communes qui ont le droit à ce titre, ou « premier cru » pour les quarante et une autres.
Le titrage alcool, la présence de sulfites et la contenance du flacon doivent être indiqués, ainsi qu'un code de deux lettres qui permet de savoir comment le champagne a été élaboré :
- RM : Récoltant-Manipulant. Le champagne provient d'un vigneron qui élabore, met en bouteille et commercialise sa propre cuvée à partir de ses propres vignes ; il peut prétendre au label "vigneron indépendant". Il doit vinifier et commercialiser uniquement le produit de ses parcelles pour avoir droit à la dénomination « champagne de vignerons » dans la limite fixée annuellement par le CIVC.
- RC : Récoltant Coopérateur. Le viticulteur assure l'intégralité du travail de la vigne jusqu'à la récolte. Il confie ensuite ses raisins à sa coopérative pour qu'elle élabore le vin ou utilise simplement leur machine, puis récupère tout ou partie des bouteilles terminées pour les commercialiser à leur nom. Cette catégorie est très proche de la RM, comme ce dernier le RC ne peut commercialiser que les bouteilles équivalentes à leur surface pour avoir droit à la dénomination « champagne de vignerons » dans la limite fixée annuellement par le CIVC.
- NM : Négociant Manipulant. Maison de Champagne qui achète du raisin à d'autres vignerons, éventuellement pour compléter ses propres vendanges, et qui s'occupe ensuite de vinifier et commercialiser ses bouteilles.
- CM : Coopérative de Manipulation. Les adhérents d'une coopérative fournissent les raisins qui vont être pressés et assemblés dans ses locaux, puis il est ensuite commercialisé sous la marque de la coopérative.
- SR : Société de Récoltants. Assez rare, souvent issus d'une même famille, ces vignerons s'associent pour vinifier et commercialiser leurs champagnes.
- MA : Marque d'Acheteur. Ce sont des marques de grandes surfaces, de restaurant ou de caviste qui vendent du champagne avec leurs étiquettes personnalisées.
- ND : Négociant Distributeur. C'est un négociant qui achète des bouteilles terminées à d'autres opérateurs, et les commercialise sous sa propre marque.

### Critères de qualité d'un champagne

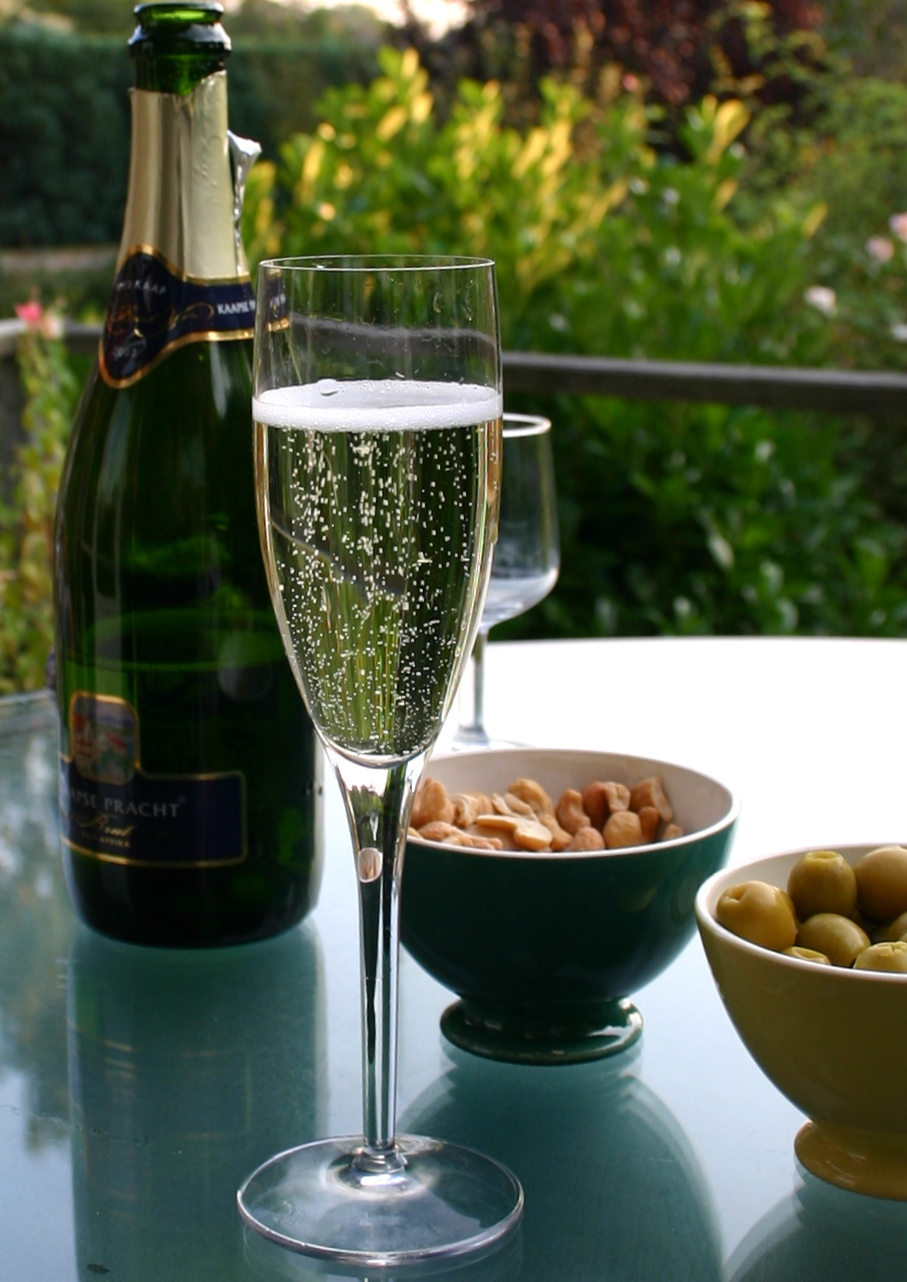
Bouteille et flûte de champagne.

- L'aspect visuel des bulles : dans les meilleurs champagnes, les dégustateurs optent pour de très petites bulles (16 à 40 microns) qui montent en colonnes ininterrompues depuis le fond du verre. Lorsque les bulles sont grosses et apparaissent de manière aléatoire (bulles en « œil de crapaud »), c'est un indice de faible qualité. Il s'agirait en fait d'une confusion entre qualité et âge du champagne. Les meilleurs champagnes « de garde », millésimés, sont conservés plus longtemps et perdent donc (à travers le bouchon, jamais absolument étanche) une partie de leur CO2. C’est cette pression ainsi réduite qui expliquerait la finesse des bulles, et non pas la qualité intrinsèque du vin[79]. En outre, si vous ne voyez pas de bulles, soit le verre est parfaitement lisse et propre (plutôt rare), soit le vin est défectueux, le plus souvent éventé.
- Le goût des bulles dans la bouche : plus le champagne est fin, moins les bulles vont sembler agressives en bouche : il ne faut pas que les bulles vous rappellent une boisson gazeuse.

### Servir le champagne
(septembre 2021).

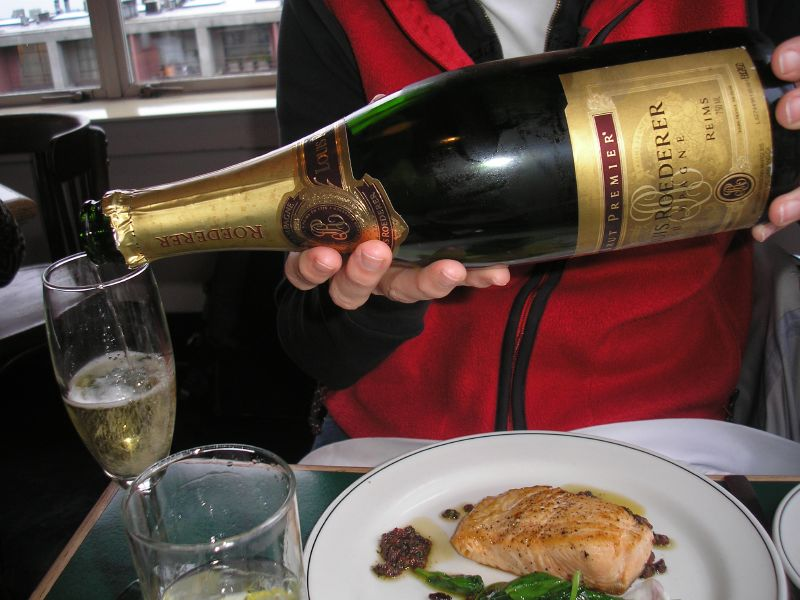
Service du champagne.

Le vin de Champagne se boit en toutes occasions et il peut être le vin unique de tout un repas.
- Les extra bruts sont idéaux avec les huîtres (l'iode se marie mal avec le sucre), les poissons crus de la cuisine japonaise et tous les fruits de mer.
- Les bruts non millésimés et les champagnes « blancs de Blancs » se boivent en apéritif et peuvent accompagner les entrées et les plats de poissons et de fruits de mer.
- Les bruts millésimés et les champagnes rosés se boivent également en apéritif et peuvent être servis avec les plats de viande et les fromages ; les millésimes les plus jeunes doivent précéder les vins plus anciens.
- Le sec et le demi-sec sont parfaits en accompagnement de desserts.

#### Sabler ou sabrer le champagne?

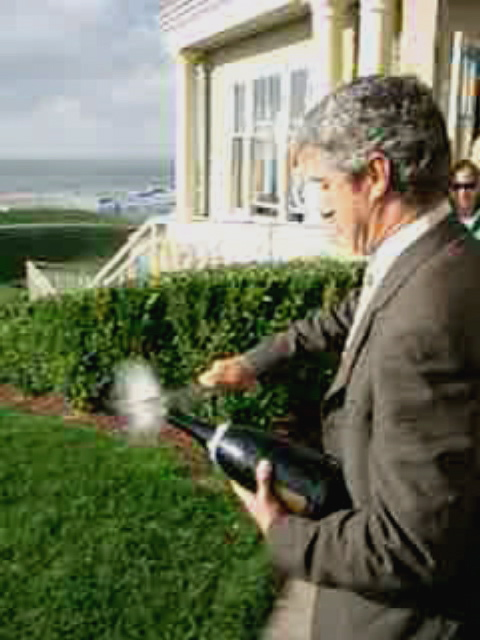
Champagne sabré.

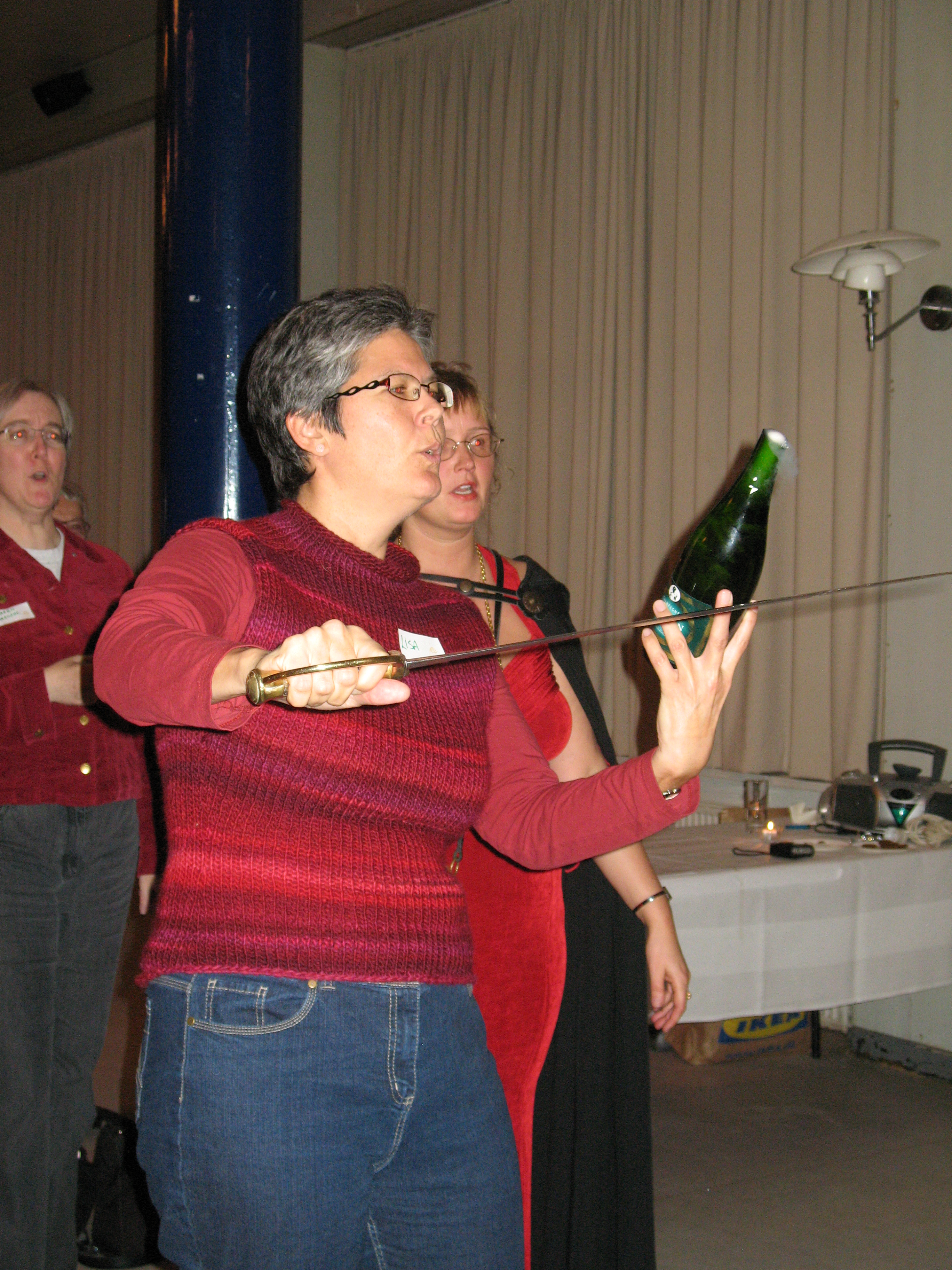
Sabrer le champagne.

La question de savoir s'il faut dire sabler ou sabrer le champagne revient souvent au moment d'ouvrir une bouteille. Elle est prétexte à de plaisantes polémiques. Les deux se disent mais ne signifient pas la même chose.
À l'origine, « sabler le champagne » signifiait : « boire d'un trait ». L'expression vient du mot sabler au sens de couler de la matière en fusion dans un moule en sable. Par analogie avec l'opération, on désigne métaphoriquement l'action de verser d'un trait le vin dans son gosier par ce terme technique.
« Sabler le champagne » au sens de « boire rapidement », que les dictionnaires courants donnent comme sens vieilli, n'est plus utilisé. Dans son acception qualifiée de moderne, l'expression signifie « boire le champagne en compagnie pour fêter une heureuse occasion ». On ne sable aujourd'hui que le champagne, et aucun autre breuvage (on ne sable pas du thé ou du bordeaux), alors que l'expression d'origine s'appliquait à n'importe quel vin.
« Sabrer le champagne » : on ouvre la bouteille sans que le bouchon ne soit retiré, en cassant le col à l'aide d'un sabre dont on fait glisser le plat de la lame d'un mouvement vif le long du goulot, tranchant orienté vers soi, en donnant un coup très sec avec le dos du sabre sur le col de la bouteille. Le choc asséné, combiné à la pression dans la bouteille, permet de la décapiter proprement. Le col, le bouchon et le muselet sont violemment éjectés, suivis de projections de gaz, de vin et de mousse. Cette manœuvre nécessite un minimum de précaution et d'adresse, pas forcément un sabre ; un objet métallique lourd et allongé, avec une arête, peut faire l'affaire.
On peut donc sabrer le champagne pour, ensuite, le sabler.

#### Déboucher la bouteille avec douceur

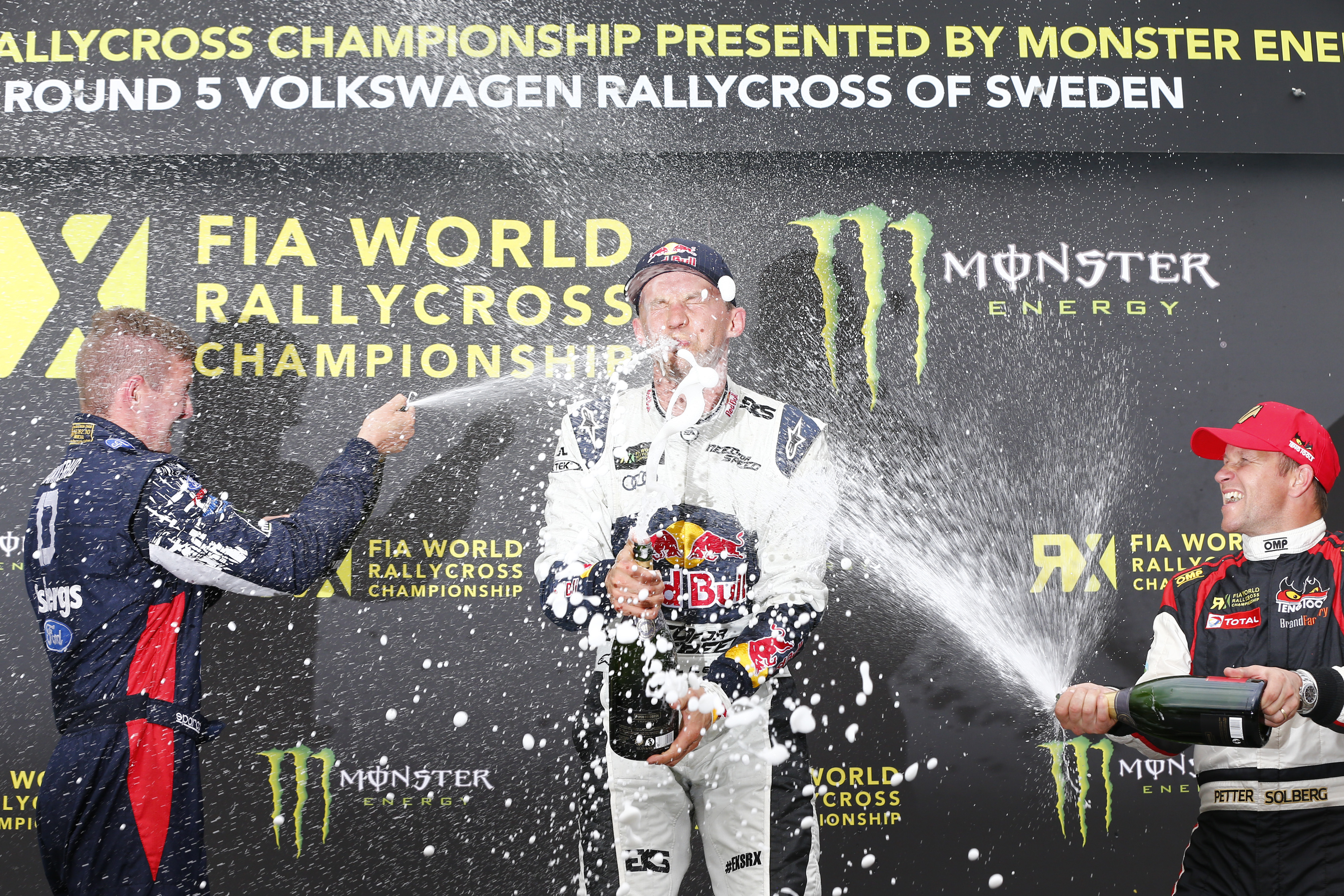
Pilotes de rallycross s'aspergeant de champagne.

En premier lieu, lorsqu'on ouvre une bouteille de champagne, le bruit d'un bouchon qui saute se fait au détriment de la sensation gustative, même si cette action est réalisée au profit du côté festif. Il est donc recommandé de renoncer au bruit et de toujours retirer le bouchon avec délicatesse, pour lui garder toute la saveur. Un bouchon de champagne incontrôlé peut atteindre une vitesse de près de 15 m/s (soit 54 km/h) et être responsable d'accidents domestiques (casse, lésion oculaire,…).
De manière tout aussi contrariante, un bouchon trop vite enlevé peut se solder par le jaillissement d'un jet mousseux causé par une concentration excessive de bulles : on appelle cela un phénomène de « gerbage ». Bien que les pilotes de Formule 1 réalisent intentionnellement cette action en secouant fortement la bouteille avant de l'ouvrir (ce qui provoque la déformation de l'interface entre le liquide et l'air, et piège des microbulles de gaz), les maisons de champagne se préoccupent au contraire de prévenir ce phénomène.

#### Servir frais
Le champagne doit être servi frais, 4 à 7 °C lorsqu'il est jeune, jusqu'à 10 °C lorsqu'il est plus mature ou millésimé. On place la bouteille pendant 20 à 30 minutes dans un seau à champagne rempli d'eau et de glaçons. On peut également placer la bouteille au réfrigérateur 3-4 heures (surtout jamais dans le compartiment à glace ou, pire, au congélateur). Pour être sûr que la partie haute (près du col) soit aussi fraîche que le reste, on peut faire basculer la bouteille, très lentement, de bas en haut.
La température de service chez « Lasserre », grand restaurant où le vin de Champagne est roi, est de 9 °C. Les champagnes les plus anciens, au-delà de quinze ans d'âge, peuvent être offerts à 14 ou 15 °C, c'est-à-dire à la température d'une bonne cave.
Qu'elle soit dans un seau à champagne ou au réfrigérateur, la bouteille de champagne ne doit pas rester à la lumière artificielle (moindre avec la lumière naturelle) qui peut communiquer un goût de réduit, de laine mouillée, de fromage, etc. au vin, goût que l'on appelle le goût de lumière. L'action des rayons ultraviolets de la lumière sera moins important avec une bouteille verte ou colorée. Il est donc conseillé de couvrir ou d'emballer la bouteille d'un linge fin ou mieux — de façon plus raffinée — avec du papier de soie.

#### Verre

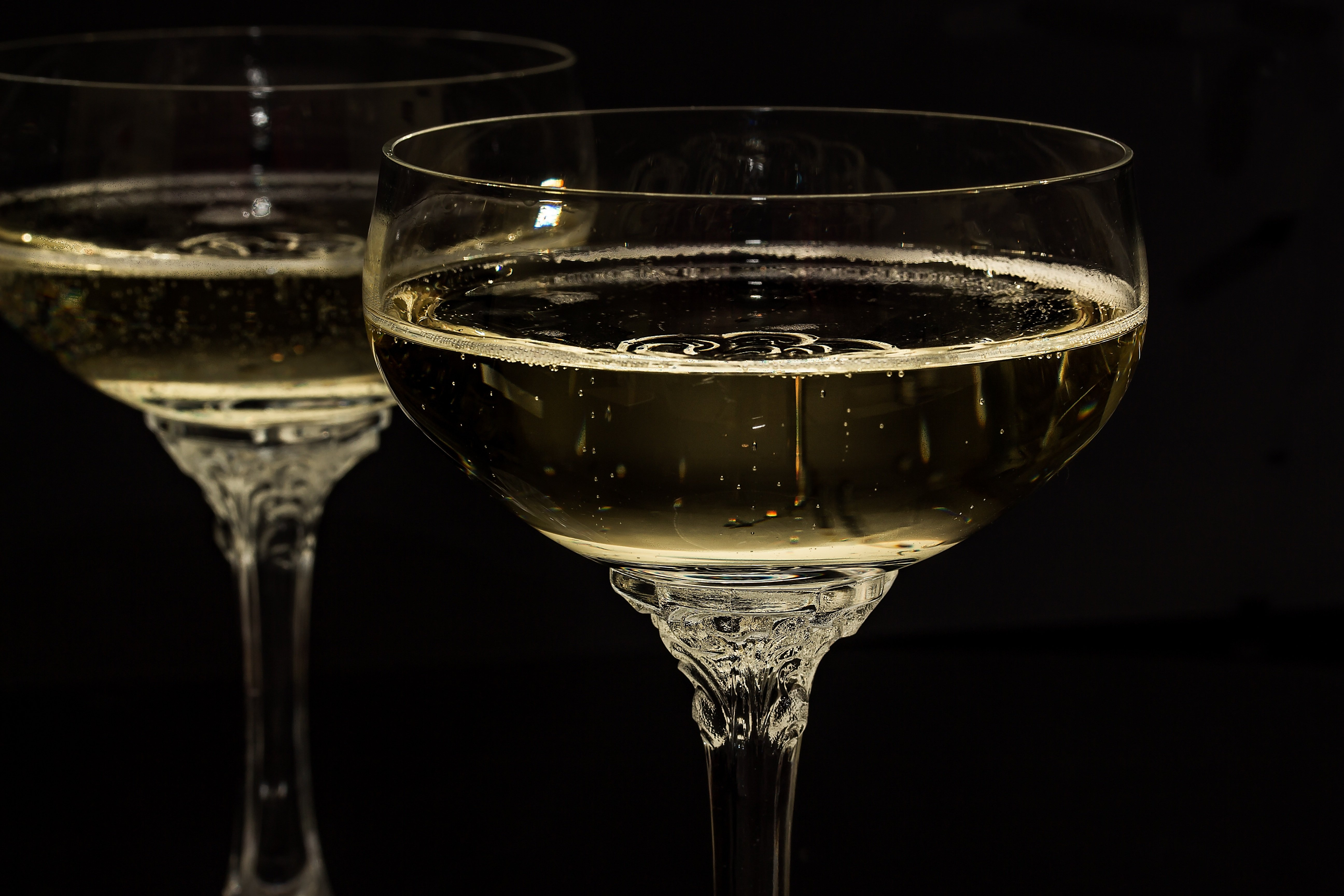
Une coupe de champagne.

Il existe un type de verre appelé blida. Il est très peu courant d'en trouver hors de la région de Champagne. Il s'agit à la base du verre utilisé pour servir le thé à la menthe. Un blida contient en général 7 à 8 cl.
Il faut penser à changer de flûte chaque fois qu'on change de cru. La dose standard est 10 cl. Les sommeliers comptent 6 à 10 flûtes pour une bouteille de 75 cl. Le contenant doit absolument être en verre ou en cristal, surtout pas en plastique. Le plastique étant hydrophobe, il ne permet pas aux bulles d'être fines et de pétiller, car elles restent collées aux parois.
Des recherches sont actuellement menées avec des verriers sur les formes de verres qui pourraient le mieux mettre en valeur les arômes du champagne : la coupe offre une plus grande surface d'échange avec l'air, ce qui accélère le dégazage et la perte des arômes qui sont de plus dilués au niveau de la large ouverture ; par contre la hauteur de service étant plus réduite, les bulles qui grossissent lors de leur courte remontée dans la coupe, sont donc plus petites, ce qui est apprécié, gustativement et esthétiquement, des amateurs de champagne. La flûte concentre les arômes, laisse voir le vin travailler (longue remontée des bulles) mais les bulles sont plus grosses et une flûte trop étroite accumule arômes et gaz carbonique qui produisent un effet piquant et agressif au nez. Ainsi, il est conseillé de le déguster dans des verres tulipes suffisamment hauts,.
On savait nécessaire la présence d'infimes poussières dans le verre pour que se forment les bulles : l'air emprisonné dans les particules absorbe le dioxyde de carbone, qui se gazéifie alors. Un verre très légèrement rayé provoque une plus grande effervescence (moins de bulles mais plus d'arôme), des flûtes gravées ont d'ailleurs existé dans le passé, mais ce sont surtout les impuretés qui jouent ce rôle. Un touilleur, appelé aussi agitateur de vin pétillant, fouet à champagne mais aussi batteur, mosser (ou moser), moussoir à Champagne, fut autrefois utilisé (encore aujourd'hui pour ceux qui n'apprécient pas le goût piquant dû à l'éclatement des bulles sur la langue), rappelant à l'origine que le champagne était apprécié comme vin tranquille puisqu'il pouvait être dégazé lorsqu'il était de piètre qualité.

#### Bulles de champagne

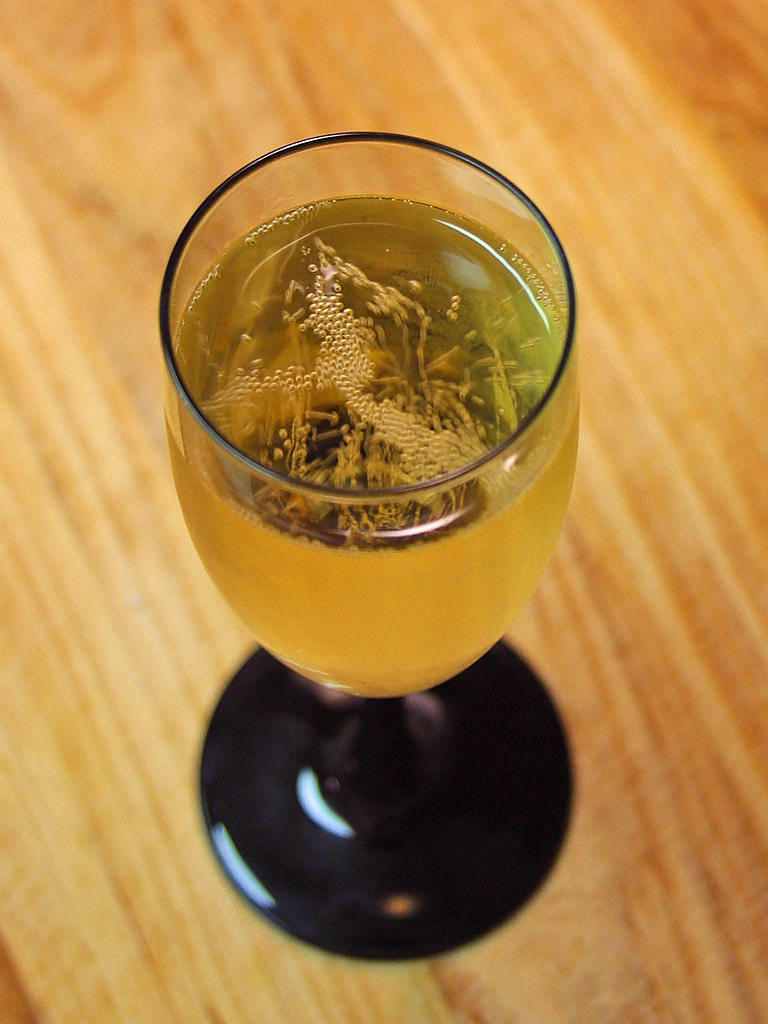
Radeau de bulles maintenu transitoirement à la surface grâce aux protéines tensioactives qui rigidifient la pellicule liquide des bulles.

Une bouteille de champagne contient environ cinq litres de CO2, soit 0,7 litre de dioxyde de carbone par verre de champagne, ce qui représente un potentiel de onze millions de bulles par verre : 80 % du CO2 s'échappe directement de la surface du liquide (dégazage par diffusion libre), les 20 % restants se dégageant sous forme de bulles. Un verre de champagne peut ainsi générer jusqu'à deux millions de bulles qui passent de dix micromètres à la base du verre à un millimètre à la surface, pouvant atteindre une vitesse de 15 cm/s en haut de la flûte soit 0,54 km/h. L'éclatement de la bulle se produit en un millième de seconde, projetant un jet de champagne d'un millimètre à une vitesse de 10 à 15 m/s.
Lorsque deux bulles sont en contact, il se produit le phénomène de coalescence ou, si le film qui les sépare résiste suffisamment longtemps, le phénomène de « disproportionnement » appelé aussi « mûrissement d'Ostwald ».
Pour mieux préserver les bulles, il faut tourner la bouteille, pas le bouchon (car le gaz s'échappe davantage lorsque le bouchon éclate) et servir le champagne en inclinant le verre à 45°. Le champagne, versé délicatement dans un verre penché, conserve beaucoup mieux ses bulles (le gaz CO2 dissous étant un paramètre essentiel de l'arôme, du goût et de la sensation en bouche) que si la flûte est posée toute droite sur la table. Ce phénomène vient des turbulences. Selon une étude de chercheurs des Laboratoires d'œnologie, de chimie appliquée et de thermomécanique de l'Université de Reims, « il y a en moyenne 12 grammes de CO2 par litre de champagne […] lorsqu'on verse le champagne dans un verre vertical, on trouve systématiquement un écart allant de 0,3 gramme à plus de 1,5 gramme avec un verre incliné ». De plus « c'est lorsqu'il est le plus froid — 4 degrés — que l'écart est le plus important », avec un écart de 1,4 gramme.
En fait, cette technique de service au verre penché est déjà utilisée depuis longtemps pour la bière. Il est possible de maintenir l'effervescence avec un verre droit, à condition de verser le champagne en trois fois. Néanmoins, l'expert en champagne Tom Stevenson (en) (auteur de l'ouvrage Les vins mousseux du monde et le champagne) déconseille cette technique. « Vous ne verrez jamais de la vie un sommelier faire ça, et le verser comme le font les sommeliers vous rend service, en laissant le CO2 s'échapper du verre, de telle sorte que les bulles ne vous remontent pas dans le nez ».

#### Carafage du champagne

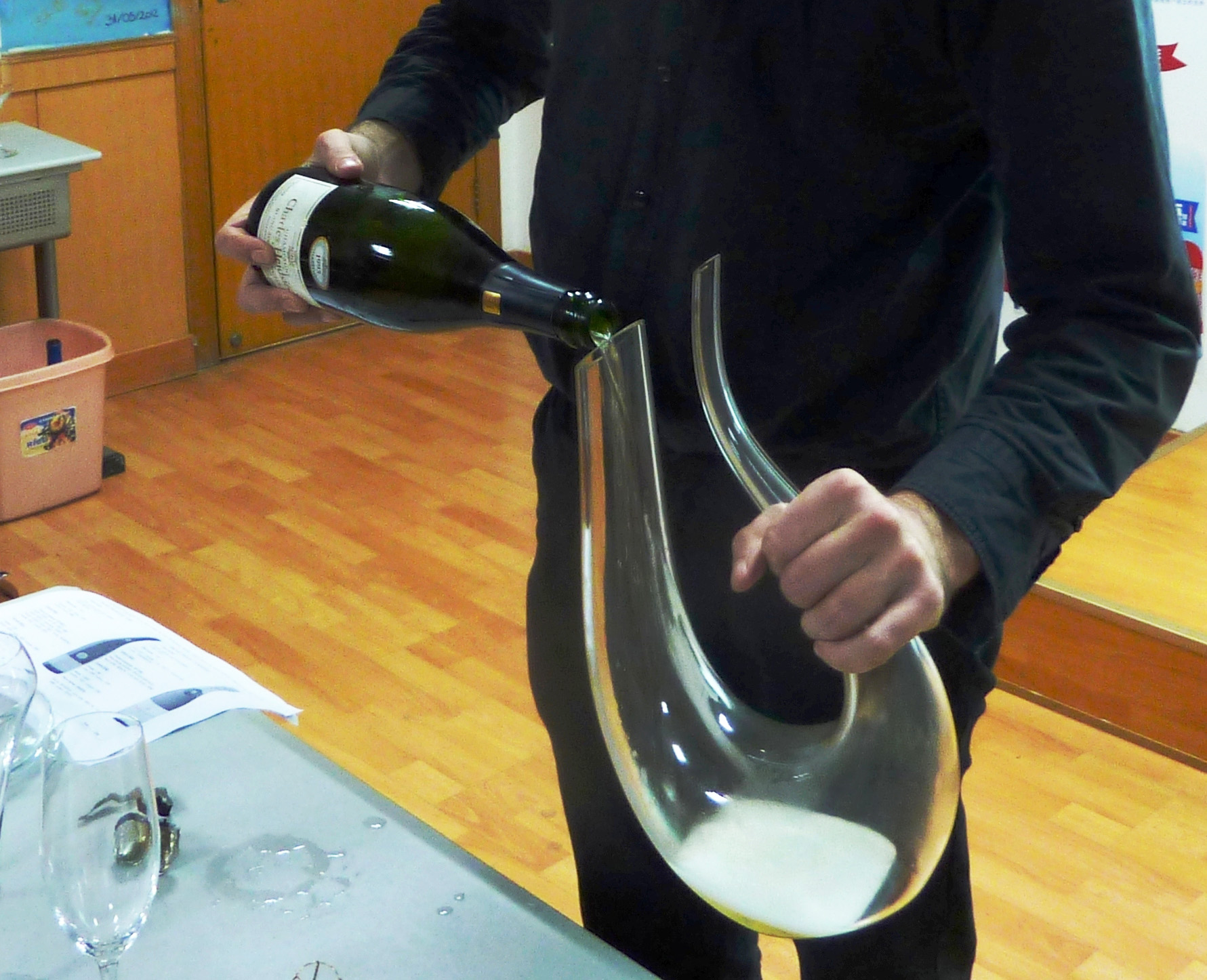
Carafage du champagne.

Le carafage du champagne peut paraître une opération surprenante à cause de la crainte de perdre l’effervescence. Cependant, la qualité d’un champagne ne réside pas dans ses bulles, mais dans sa matière et c’est justement la matière qui sera mieux mise en valeur après un carafage[réf. nécessaire]. Cette opération devrait rester exceptionnelle et toujours être effectuée par un professionnel, car elle doit respecter plusieurs règles contraignantes, notamment l'utilisation d'une carafe spéciale, en forme de harpe évasée et ouverte aux deux extrémités.

#### Service à la champenoise
Le service du champagne, dit « à la champenoise », suit un protocole particulier :
- la bouteille n'est tenue que par le fond, le pouce enfoncé dans la cavité et les doigts alignés le long du corps : outre l'élégance du geste, cette façon de servir offre une plus grande souplesse de mouvement ;
- le verre est rempli au maximum aux deux tiers ;
- le goulot ne doit pas toucher le bord du verre, une petite rotation finale permet de se débarrasser de la dernière goutte ;
- au-delà du magnum, les deux mains sont nécessaires.

#### Quelques biscuits
Il était autrefois de tradition d'accompagner la dégustation du champagne de petits biscuits longs et rectangulaires recouverts de sucre glace : des biscuits à la cuillere ou des boudoirs ou, encore, des biscuits roses de Reims.

#### Conservation du champagne
Les bouteilles doivent être stockées dans un lieu frais dont la température doit demeurer constante entre 12 et 14 °C. Chez le particulier, ces conditions sont très souvent difficiles à obtenir. Pourtant, il ne faut pas croire qu’une température un peu plus haute (de l’ordre de 16 à 18 °C) ou un peu plus basse (entre 8 et 10 °C) est rédhibitoire pour les bouteilles. Un peu trop élevée, la température a tendance à accélérer l’évolution d’un vin. Un peu trop basse, elle a tendance à le figer. En outre, il est très important d’éviter (dans la mesure du possible) les variations rapides de températures et les gradients trop élevés entre la période froide et la période chaude.
Il est aussi très important de contrôler l’hygrométrie. L’idéal est une valeur voisine de 80 %. Au-delà de cette limite, il peut être observé un développement de moisissures qui, à terme, peut se transmettre au vin si le bouchon a été trop longtemps en contact avec ces microorganismes. En dessous de 60 %, l’air trop sec augmente les risques d’assèchement du bouchon. Plus assez souple, le liège du bouchon se contracte alors et ne joue plus son rôle. Cela peut favoriser l’évaporation du liquide et le passage de l’air à l’intérieur de la bouteille augmentant ainsi l’oxydation du vin.
Enfin, les flacons doivent être entreposés loin de toute source d’odeur. En effet, certaines odeurs ont la capacité de se transmettre au vin à travers le bouchon. Il est donc fortement déconseillé de stocker ses bouteilles dans une cave à côté de la citerne de mazout ou d’autres hydrocarbures, ou sur des palettes en bois préalablement traitées.
Dans ce domaine comme dans bien d’autres, l’idéal demeure souvent inaccessible. Il est très difficile de rassembler toutes ces conditions même pour des professionnels.
Enfin, il est conseillé de sortir les bouteilles de leur emballage carton (afin d’éviter la moisissure et la transmission du mauvais goût au vin par le bouchon) et les coucher à plat sur les rayonnages.
Une fois ouvert, le champagne se dégrade vite. L'utilisation d'une petite cuillère, en lieu et place d'un bouchon, est inefficace ou illusoire.

### Le champagne et la santé
Par sa teneur en alcool, la consommation excessive de vin de Champagne est nuisible à la santé. Sa consommation est spécialement déconseillée aux femmes enceintes, en raison des effets possibles de l'alcool sur le développement du fœtus. Également comme toute boisson alcoolisée, il peut engendrer une dépendance. L'OMS reconnaît l'alcoolisme comme une maladie et le définit comme des troubles mentaux et troubles du comportement liés à l'utilisation d'alcool.
Cependant, le vin de Champagne fut longtemps chaleureusement recommandé en œnothérapie au motif qu'il « dissipe les états nauséeux et soutient le moral ». En 1718, dans son traité sur les vins de Champagne, le chanoine Godinot assurait : « De tous les vins, il n'en est pas de meilleur pour la santé qu'un vin gris de Champagne, ou de couleur œil de perdrix. »
Ses qualités :
- son gaz carbonique provient uniquement de la seconde fermentation, il n'est pas ajouté, comme l'est celui de certains vins mousseux et des boissons gazéifiées ;
- le champagne n'irrite pas l'estomac malgré un pH très faible, il ne nuit pas à la digestion, mais l'améliore, en dissolvant les graisses et en évitant les ballonnements ;
- comme tous les vins blancs secs, il est diurétique et aide à éliminer les excès ;
- il est riche en sels minéraux assimilables, en particulier en potassium, en calcium, en magnésium et en soufre, et possède donc des propriétés dépuratives, détoxifiantes et anti-inflammatoires. Il agit ainsi sur les rhumatismes, les rhumes et les allergies ;
- il contient aussi des oligo-éléments, dont le zinc, utile à la régulation de l'influx nerveux et, avant l'utilisation des anxiolytiques, le champagne était reconnu comme antidépresseur et anxiolytique. Il contient aussi du phosphore et du lithium, importants pour la régulation des humeurs.

### Champagne rouge
Au XIXe siècle, quelques maisons élaborèrent du vin de Champagne effervescent de couleur rouge en ajoutant un quart ou un tiers de vin rouge tranquille, puis une part de liqueur d'expédition de couleur rouge. Ce type de produit fut interdit et la dernière maison qui en élabora fut la maison F. Giesler en 1887.

## Changement climatique
Le réchauffement global de la planète aura sans aucun doute des conséquences sur la culture de la vigne et sur l’industrie du champagne en particulier. Le climat septentrional et les sols calcaires permettent aux viticulteurs champenois d’avoir une production de qualité. Non seulement un climat frais produit des vins âpres et légers nécessaire pour la réalisation d’un bon champagne mais en plus les sols calcaires apportent aux raisins une acidité qui permet aux arômes de se développer longuement au cours de la phase de vieillissement ; une élévation des températures et une longue saison chaude en Champagne modifieraient de ce fait les propriétés et le bon déroulement du processus de vieillissement de ce vin.
Au cours de l’été 2003, la France a connu les températures les plus chaudes jamais enregistrées depuis que les relevés existent. Les faibles précipitations et la chaleur ont non seulement provoqué un dessèchement du raisin mais elles ont également eu pour conséquence une forte concentration de sucre dans les grains. Les niveaux d’acidité ont chuté à mesure que le raisin se gorgeait de sucre, alors qu’un champagne à besoin d’une bonne acidité pour bien vieillir et développer ses arômes. La production de 2003 a été réduite de 50 % environ par rapport à une année normale.

## Le champagne dans l'art et la publicité

### Art
Depuis la fin du XVIIe siècle, de nombreux artistes ont travaillé sur le thème du vin de Champagne. Le but est d'associer au champagne les idées de luxe, de mondanité et même d'érotisme. Un travail sur l'authenticité a aussi été abordé.
Parmi les artistes : Andreis (Delbeck), Aubrey Beardsley (Piper-Heidsieck), Pierre Bonnard (France-Champagne), Leonetto Cappiello (Delbeck, De Castellane), Jules Chéret, Walter Crane, René Gruau (Interprofession), Louis Théophile Hingre (Roederer, SN Grands vins d'Ay), Léo Kouper (De Castellane), Achille Mauzan (Pommery, Victor Clicquot), Émile Gallé (Perrier-Jouët), Alfons Mucha (Ruinart, Moët & Chandon), Toulouse-Lautrec, Raymond Savignac (De Castellane), Bernard Pagès (Mailly Grand Cru).
Du 14 décembre 2012 au 26 mai 2013, une exposition sur ce thème a lieu au musée des Beaux-Arts de Reims, Les arts de l'effervescence champagne !.
Voir aussi à Épernay le musée de l'affiche de la Maison de Castellane sur le thème de la croix de saint André son symbole.

### Publicité
Dès 1947, une campagne de propagande est lancée par le Comité interprofessionnel du vin de Champagne (CIVC). Celle-ci ayant pour but d’améliorer et de propager l’image attrayante du produit. Un slogan bien particulier fait alors son entrée : « Il n’est de champagne que de Champagne ». La réponse face à cette tentative de popularité s’est avérée très positive. Même qu’en 1955, le Festival de Cannes nommera le champagne comme boisson officielle de l’événement. D’autre part, en 1958, le champagne est si reconnu qu’il obtient un pavillon complet à l’Exposition universelle de Bruxelles. Cet important mouvement publicitaire entraîna alors la CIVIC à ouvrir ses nombreux « bureaux du champagne » aux quatre coins du monde afin d’y représenter la boisson. Il existe actuellement 16 de ces bureaux de représentation pour le produit champenois.
Le champagne utilise désormais le Royal Warrant comme outil marketing et publicitaire, voici la liste des maisons de champagne utilisant le Royal Warrant : Champagne Bollinger, Champagne Lanson, Champagne Moet & Chandon, Champagne Veuve Clicquot-Ponsardin, Champagne Louis Roederer, Champagne Krug, Champagne GH Mumm & Cie, Champagne Laurent-Perrier, Champagne Pol Roger.

### Cinéma
Depuis les débuts du cinéma également, le champagne tient une place à part : en 1899, Eugène Mercier commande un film sur son champagne à diffuser lors de l'Exposition universelle de 1900 ; réalisé par les Frères Lumière, il s'agit de la première publicité filmée. Des marques apparaissent également dans de nombreux longs-métrages : en 1939 dans The Flying Deuces où Laurel et Hardy se battent pour une bouteille de Piper-Heidsieck, la décapsulant ensuite avec un marteau, en 1979 dans Moonraker lorsque Requin ouvre une bouteille de Bollinger avec les dents (la marque est apparue dans treize James Bond au total), en 1987 dans Le Festin de Babette quand la chef cuisinière sert une bouteille de Veuve-Cliquot lors d'un festin, en 1990 dans Il était une fois en Amérique quand la foule célèbre la fin de la Prohibition avec des jéroboams de Cordon-Rouge Mumm, en 1990 encore dans Pretty Woman avec une bouteille de Moët & Chandon commandée avec des fraises par Edward.

## Couleur champagne
La réputation mondiale du vin de champagne est à l'origine de l'usage de champagne comme nom de couleur dans le contexte de la mode. En particulier, aux États-Unis d'Amérique, le nuancier et dictionnaire de noms de couleur ISCC-NBS le fait correspondre aux nuances 73, 79, 89, 90, 93. Ces couleurs correspondent à des dénominations commerciales.

#### Internet
- Site du Comité interprofessionnel du vin de Champagne (CIVC).
- Partie encyclopédique du site de l'Union des Maisons de Champagne (UMC).
- [PDF] CIVC, Champagne : Du terroir au vin, février 2010
- [PDF] CIVC, Champagne : De la cave à la table, avril 2014

#### Vidéos
- [vidéo] « Le Champagne Histoire d'un mythe » sur Union des Maisons de Champagne, 10 juillet 2015, 38.
- [vidéo] « Le vin de Champagne » sur Champagne, 30 janvier 2018, 11.
- [vidéo] « Terre de Champagne, Travail de la vigne » sur Champagne, 14 janvier 2015, 11.
- [vidéo] « Terre de Champagne, Élaboration 1re partie » sur Champagne, 14 janvier 2015, 13.
- [vidéo] « Terre de Champagne, Élaboration 2e partie » sur Champagne, 14 janvier 2015, 10.
- [vidéo] « Le Champagne », dans La Route des Vins sur Voyage, 2002, 52.
- (en) [vidéo] « The Wines of Champagne » sur GuildSomm, 27 décembre 2016, 11.